# Jacques Villon
Pour les articles homonymes, voir Villon et Duchamp.
Jacques Villon, pseudonyme de Gaston Émile Duchamp, né le 31 juillet 1875 à Damville (Eure) et mort  le 9 juin 1963 à Puteaux (Hauts-de-Seine), est un peintre, dessinateur et graveur français.

## Biographie

### Famille

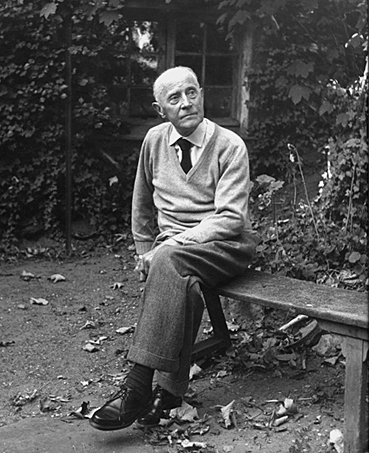
Jacques Villon.

Gaston Émile Duchamp est le deuxième fils d’Eugène et de Lucie Duchamp, une famille aisée au tempérament artistique. Quatre de leurs six enfants vont devenir des artistes accomplis. Jean-Paul Crespelle raconte qu'« à l'âge de douze ans, Gaston (futur Jacques Villon) pille la batterie de cuisine maternelle pour graver ses premières eaux-fortes sur les fonds de casseroles. Sa mère finit par lui offrir les plaques de cuivre nécessaires ». Alors qu'à partir de 1891 le garçon effectue au lycée Corneille de Rouen des études secondaires qui le mèneront au baccalauréat, son grand-père maternel, Émile Frédéric Nicolle, homme d’affaires arrivé et artiste, enseigne l’art à ses petits-enfants. Regarder travailler son grand-père, dit encore Jean-Pierre Crespelle à propos de Jacques Villon, « enracina en lui ce goût qui allait faire de lui, avec André Dunoyer de Segonzac, le maître de la gravure contemporaine ».
Le futur Jacques Villon est le frère aîné, du sculpteur Raymond Duchamp-Villon (1876-1918), du peintre, sculpteur et auteur Marcel Duchamp (1887-1968) et de l'artiste-peintre Suzanne Duchamp (1889-1963).

### Jeunesse
En 1894, Gaston Duchamp part s’installer avec son frère Raymond à Paris, successivement dans la rue des Écoles puis au 71 rue Caulaincourt (à partir de 1897) dans le quartier parisien de Montmartre et il fait son droit à l’université de Paris. Son père l'autorisant à étudier l’art à condition de poursuivre le droit, il est élève de Philippe Zacharie à l'École des beaux-arts de Rouen en même temps qu'il est, fort brièvement de par son choix de vocation artistique, clerc de notaire. Pour se distinguer de ses frères, Gaston Duchamp adopte en 1895 le pseudonyme de Jack Villon par lequel, en référence au poète du Moyen Âge et au roman Jack d'Alphonse Daudet, il signe ses premiers dessins humoristiques pour la presse rouennaise avant de modifier rapidement son prénom en Jacques.

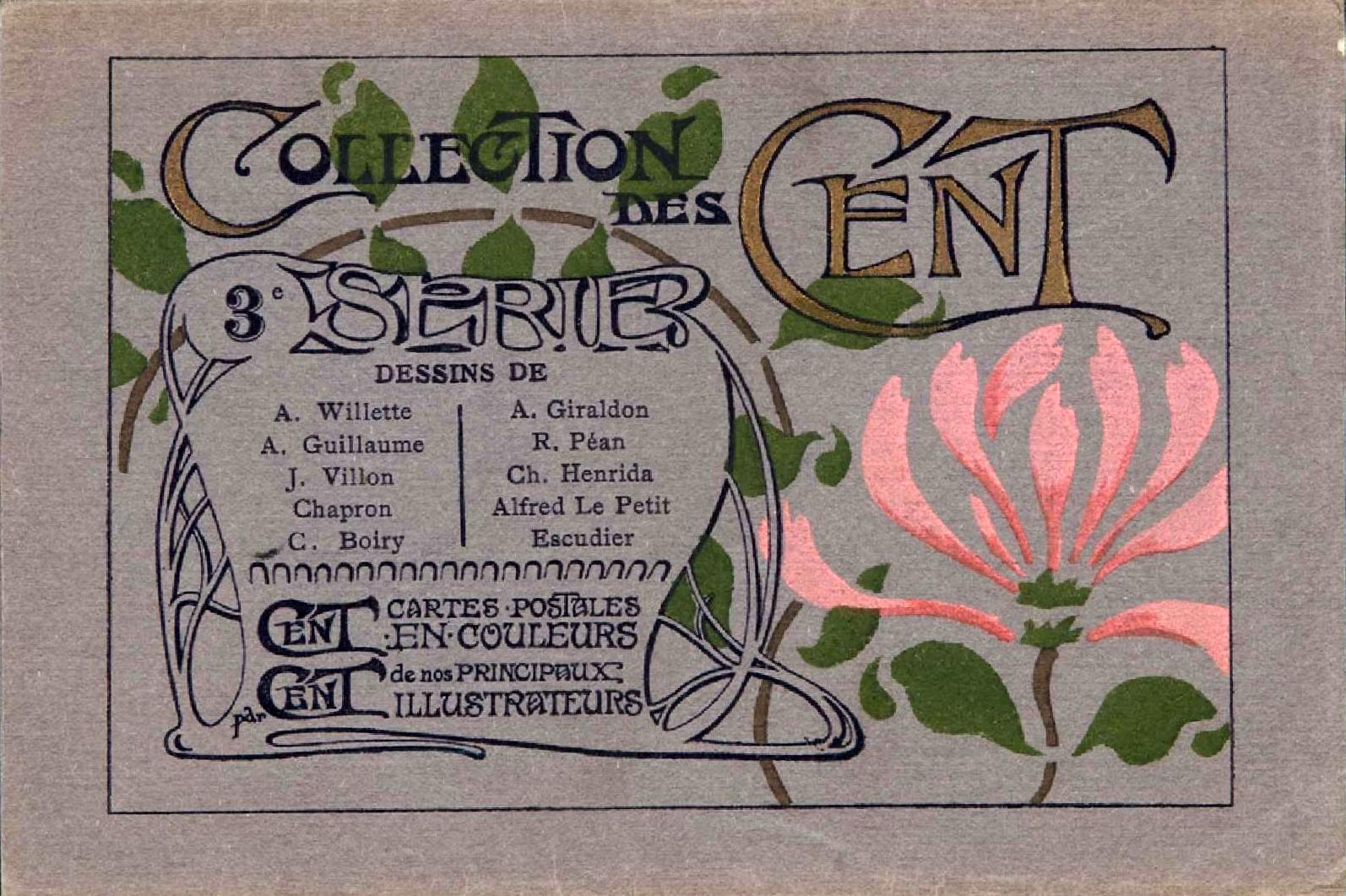
Collection des cent, pochette série Trèfle rose

L’essor de la communauté artistique de Montmartre où s'installe alors Jacques Villon achève de lui ôter tout intérêt pour la poursuite d’une carrière juridique. Il fréquente en 1895 l'atelier de Fernand Cormon à l'École nationale supérieure des beaux-arts, rencontre alors Henri de Toulouse-Lautrec et, pendant les dix années suivantes, il travaille dans les arts graphiques, fournissant, outre six affiches pour le tout jeune cinéma qu'il signe Montcorbier en 1899, des dessins et des illustrations aux journaux parisiens comme d'abord Le Rire qui, le 24 avril 1897, « publie sur une pleine page son premier dessin, une scène de café intitulée Souvent femme varie - honneur insigne : il voisine sur la première page avec Henri de Toulouse-Lautrec sur la couverture ; Lautrec au recto, lui au verso ». Suivent ses dessins pour Le Courrier français, La Libre Parole illustrée, la Collection des cent (série n°3, Trèfle rose, carte n°23), Cocorico, L'Assiette au beurre (intégralité du n°46 du 15 février 1902 intitulé La Vie facile), Gil Blas – collaboration journalistique à laquelle il met fin en 1910, soit peu après le décès de Jules Roques, directeur du Courrier français – ou dessinant des affiches en chromolithographiées — cette autre activité qu'il poursuit dans les années 1920 (L'Oréal, teinture inoffensive pour cheveux). Bernard Dorival observe que ces différents travaux, que Jacques Villon considéraient lui-même comme secondaires, affirmèrent en lui « une rare virtuosité dans le maniement de ses instruments, un goût du dessin qui le rapprocha de tous les cubistes et un sens de la figure humaine qui fondent son indépendance ».

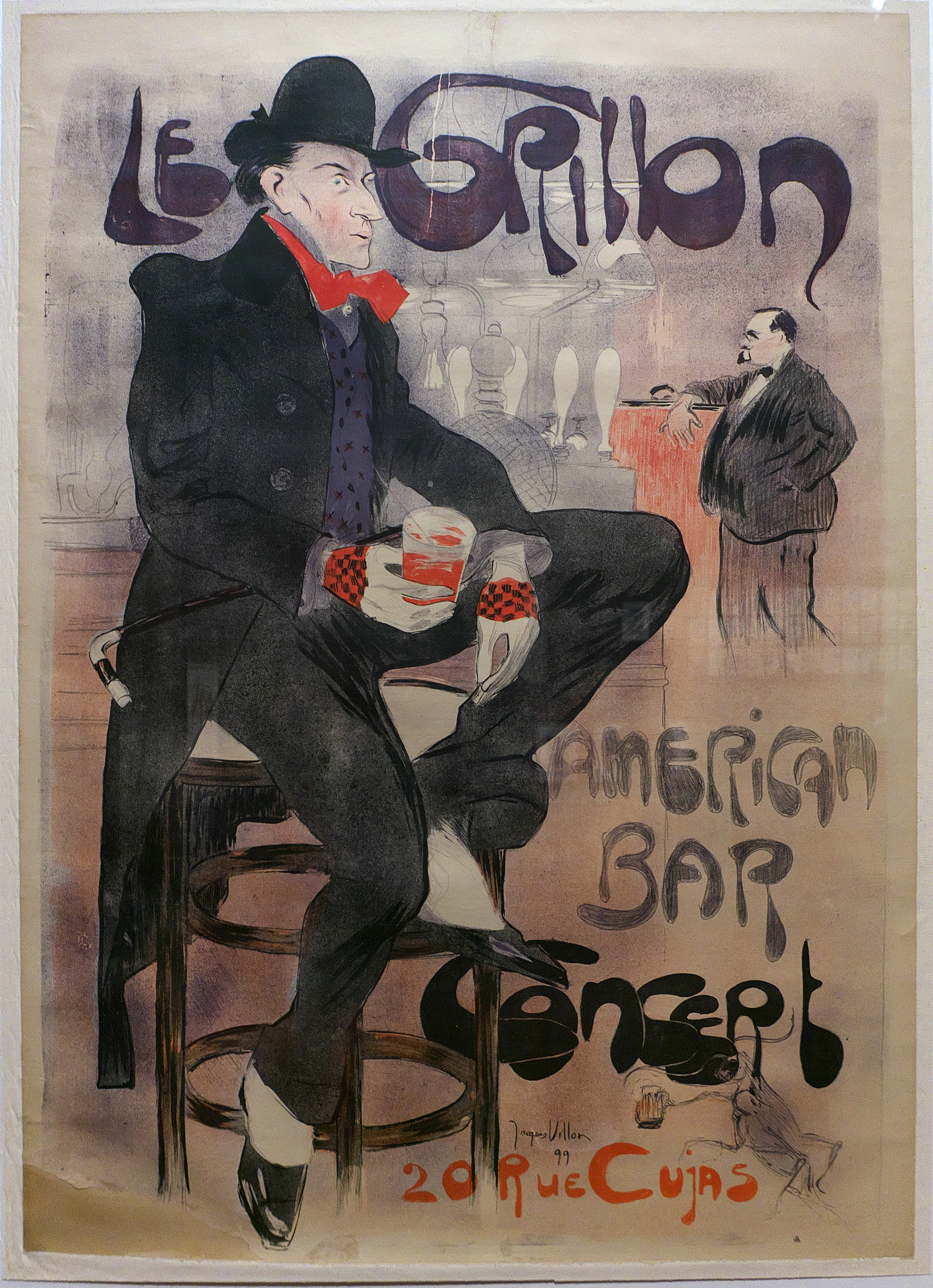
Le Grillon, affiche lithographique, 1899
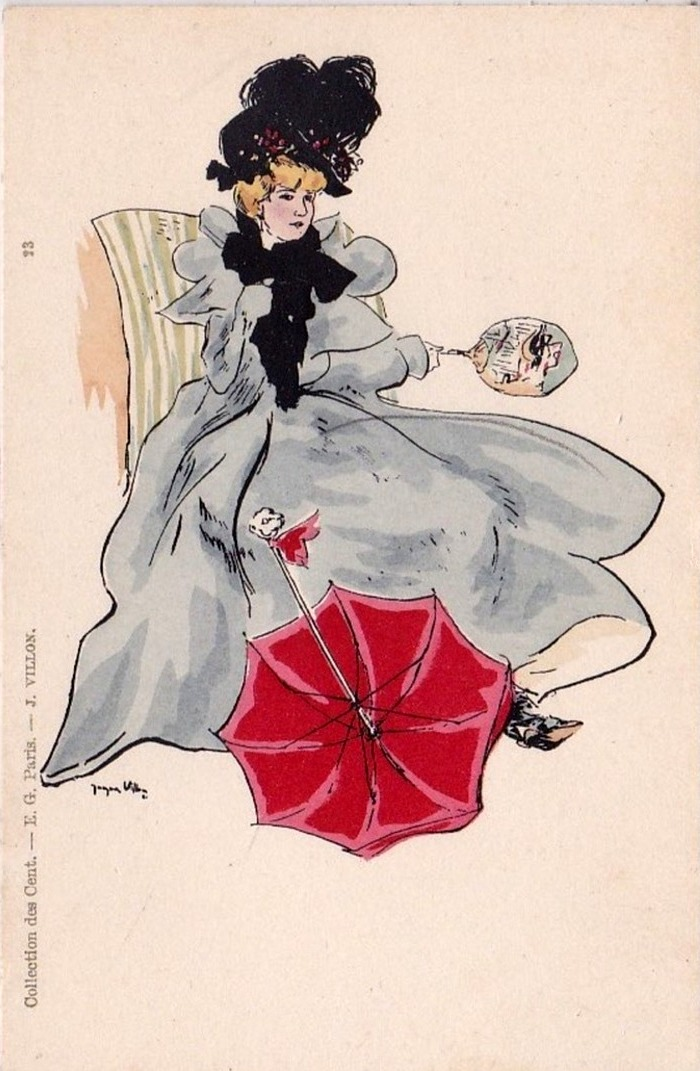
Collection des cent, n°23

En 1903, il aide à organiser la section dessin du premier Salon d'automne à Paris. En 1904 et 1905, il étudie l’art à l’Académie Julian. Sa carrière de dessinateur de presse marquera les débuts de son jeune frère, Marcel, qui profitera de ses contacts dans le milieu des caricaturistes.
Très influencé par Edgar Degas et Toulouse-Lautrec à ses débuts - ses dessins sont « pleins de verve, dans un style proche de celui de Toulouse-Lautrec, mais où l'on distingue déjà un souci de simplification des lignes » analyse Jean-Paul Crespelle - Villon adhère en 1907 au Groupe des XXX installé à Rouen puis participe plus tard aux mouvements fauviste et cubiste.

### La gravure

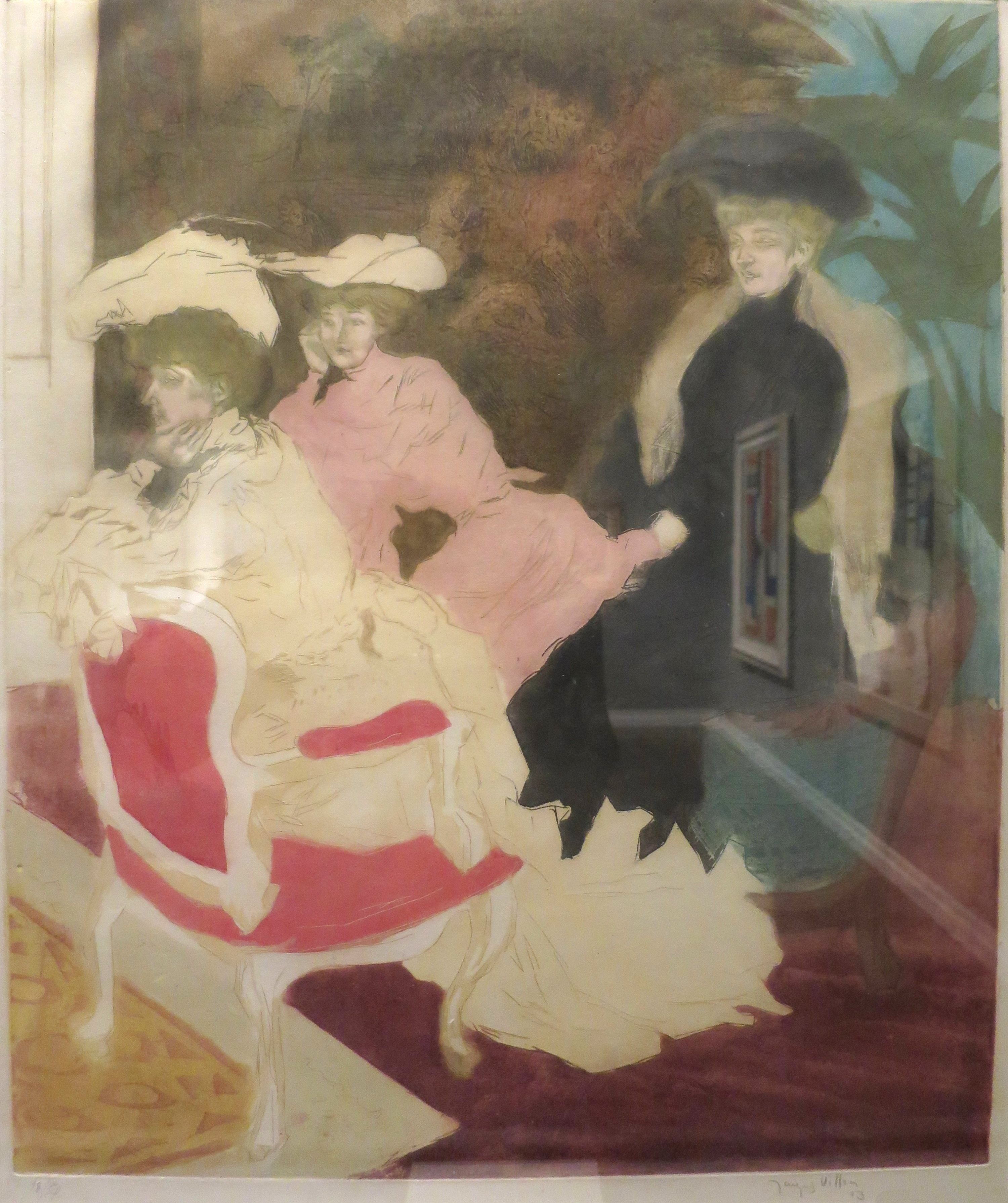
Comédie de société (1903), eau-forte et aquatinte, Honolulu Museum of Art.

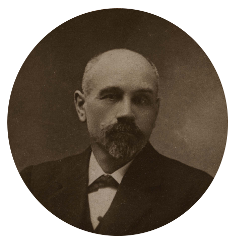
Edmond Sagot

En 1906, Montmartre étant devenue une communauté très active, il déménage pour le quartier plus tranquille de la rue Lemaître Puteaux, où il consacre la majeure partie de son temps à travailler à la pointe sèche, la gravure en creux (intaglio), une technique qui crée des lignes foncées et veloutées qui ressortent en contraste avec la blancheur du papier. On recense 175 gravures - silhouettes de petites femmes et personnages typés de la faune montmartroise - éditées par Edmond Sagot, frère de Clovis Sagot, marchand de Pablo Picasso et des Fauves, entre 1899 et 1910,.
Son isolement de la bourdonnante communauté artistique de Montmartre, ainsi que sa nature modeste, ont fait que sa production est restée obscure pendant un certain nombre d'années.

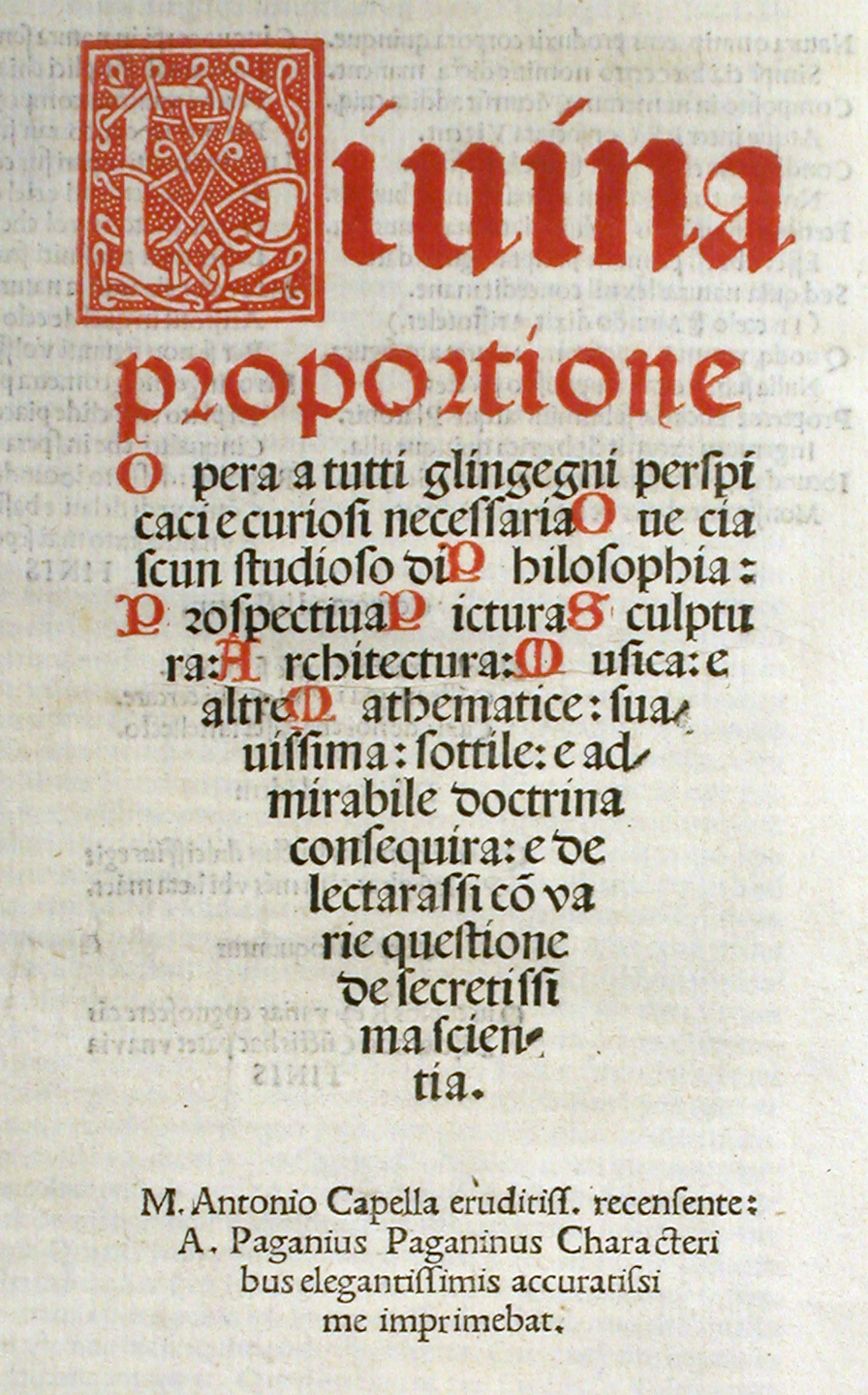
De divina proportione, Venise, 1509

À partir de 1911, il organise chez lui, avec ses frères Raymond et Marcel, un groupe de discussion qui se rencontre régulièrement avec des artistes comme Francis Picabia, Robert Delaunay, Fernand Léger, Albert Gleizes, Jean Metzinger, Juan Gris, Roger de La Fresnaye, François Kupka, des poètes comme Guillaume Apollinaire ou Paul Fort et d’autres auxquels on donnera bientôt le nom de groupe de Puteaux,. Jacques Villon a joué un rôle majeur dans l’exposition du groupe sous le nom qu'il a choisi lui-même de « Section d'or », inspiré par sa lecture du Trattato della pittura de Léonard de Vinci dans la traduction de Joséphin Péladan, et découlant donc du nombre d'or des mathématiques classiques. Plus largement encore, Jacques-Sylvain Klein restitue que ce terme de « Section d'or » se veut être également une référence à De divina proportione, ouvrage du moine Luca Pacioli qui, publié à Venise en 1509 avec des illustrations de Léonard de Vinci. « fait découler l'harmonie de toute œuvre d'art plastique du respect des grandeurs mathématiques », ce que Guillaume Apollinaire reprend sous l'appellation de L'ancienne Mesure de Beauté dans la Manifeste de cette première exposition qui regroupe plus de 200 œuvres par 31 artistes, à la galerie la Boétie à Paris en octobre 1912. Jacques Villon lui-même y présente la Jeune femme, aujourd'hui dans la collection Arensberg du Philadelphia Museum of Art.

### Le cubisme et la notion de mouvement

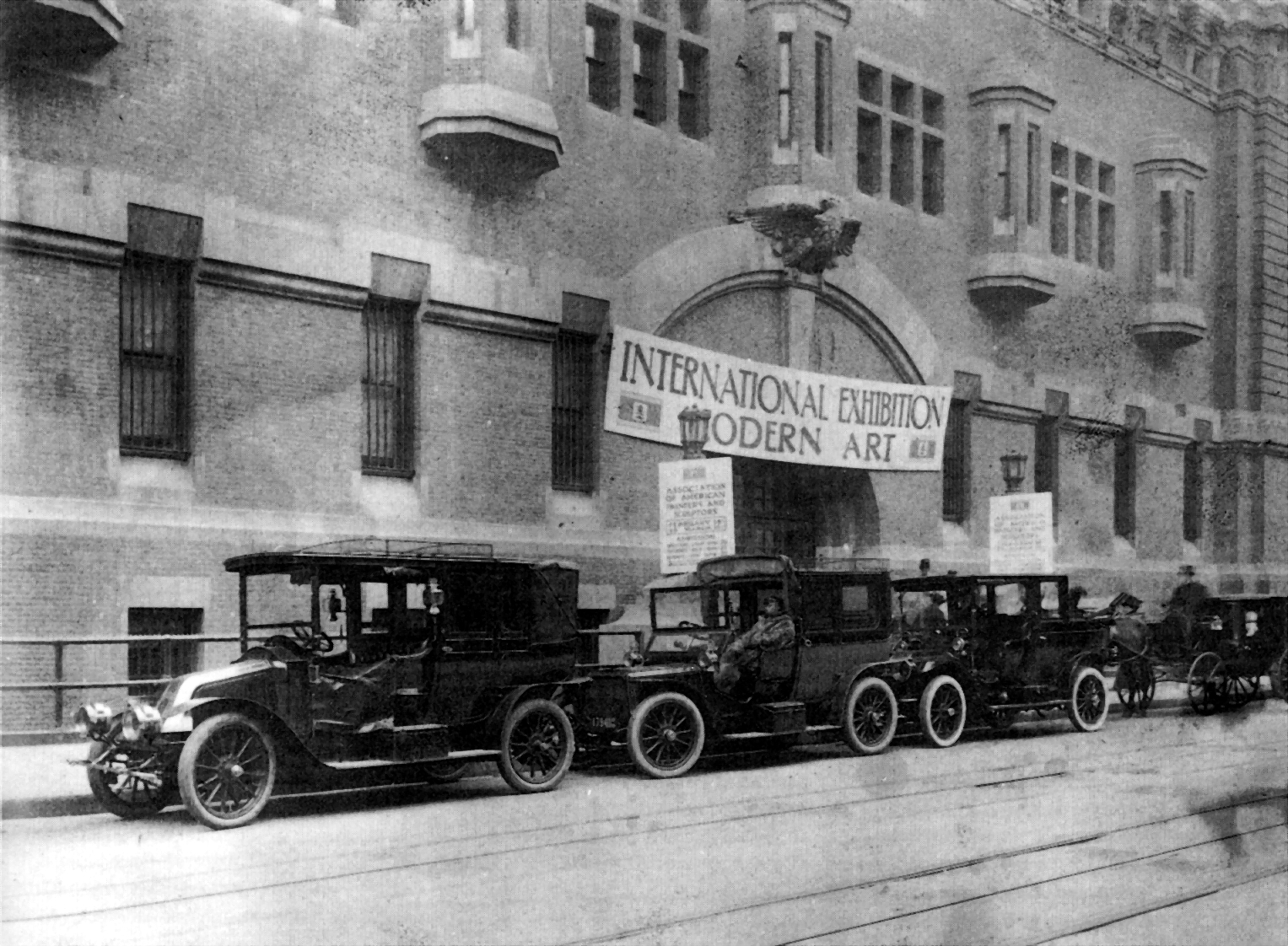
Armory Show, New York, 1913

« Ce qui m'a séduit dans le cubisme, dira Jacques Villon, c'est la recherche de la création, la discipline qui conduit au tableau volontaire, ordonnancé, où il n'y a plus place pour la hasard ». De fait, explique Jean-Paul Crespelle, le groupe de la Section d'or « était attiré par le cubisme de Georges Braque et de Pablo Picasso, mais ses membres en contestaient toutefois le côté trop statique. Ils voulaient, en partant du cubisme, arriver à traduire plastiquement le mouvement car ils pensaient que, plus que le sujet, c'est le rythme, la décomposition de la surface en plans colorés qui donnent la vie, comme au cinéma la répétition des images ». Ainsi, « véritable chef-d'œuvre de cette période cruciale de 1912-1913, les Soldats en marche de Jacques Villon (toile conservée au Musée national d'art moderne de Paris) actent sa volonté d'aller même au-delà du cubisme ». Pour ce faire, argumentent Jacques-Sylvain Klein et Philippe Piguet, « Villon s'appuie sur des traités scientifiques et des précis d'optique, notamment les travaux chronophotographiques d'Étienne-Jules Marey et d'Eadweard Muybridge sur la synthèse du mouvement. Il se passionne pour l'étude de la structure de la matière, la théorie de la relativité et le mouvement brownien. Comme jadis les impressionnistes par rapport à la théorie de Michel-Eugène Chevreul, le Normand qu'il est ne peut rester insensible aux progrès de la science de son temps ».

Les principaux théoriciens qui ont inspiré Jacques Villon
Léonard de Vinci
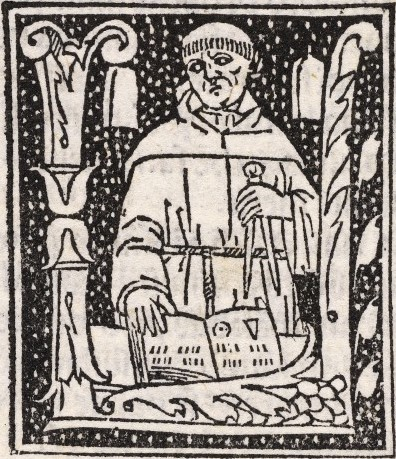
Luca Pacioli
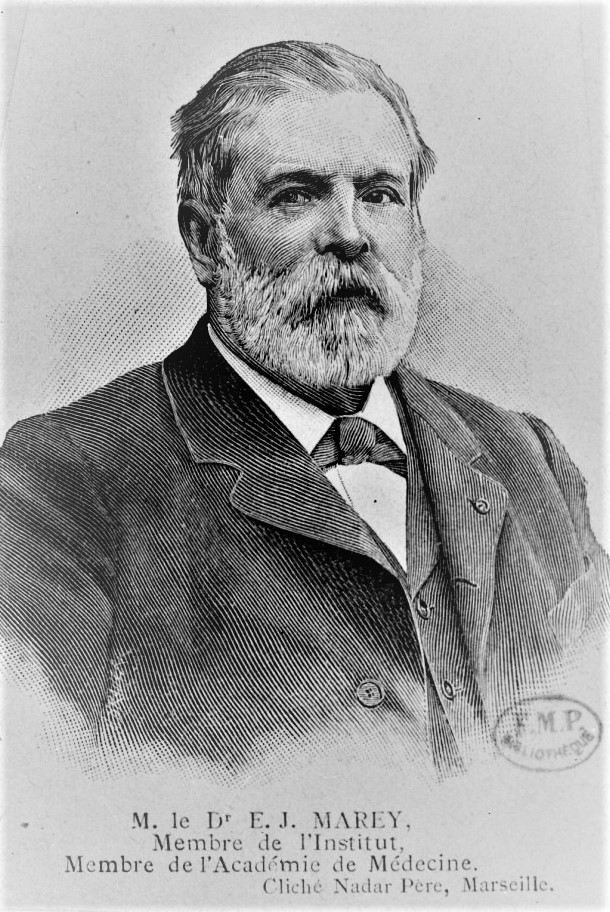
Étienne-Jules Marey
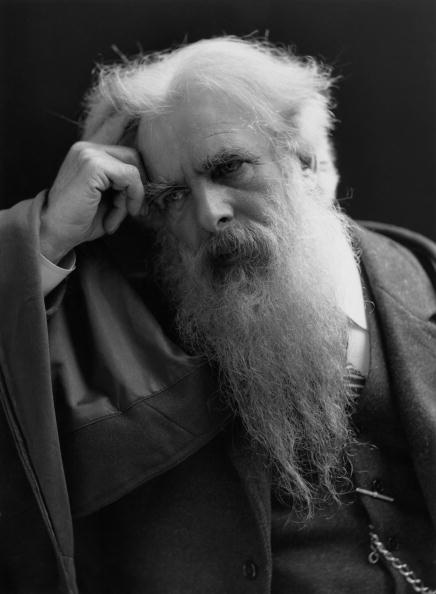
Eadweard Muybridge
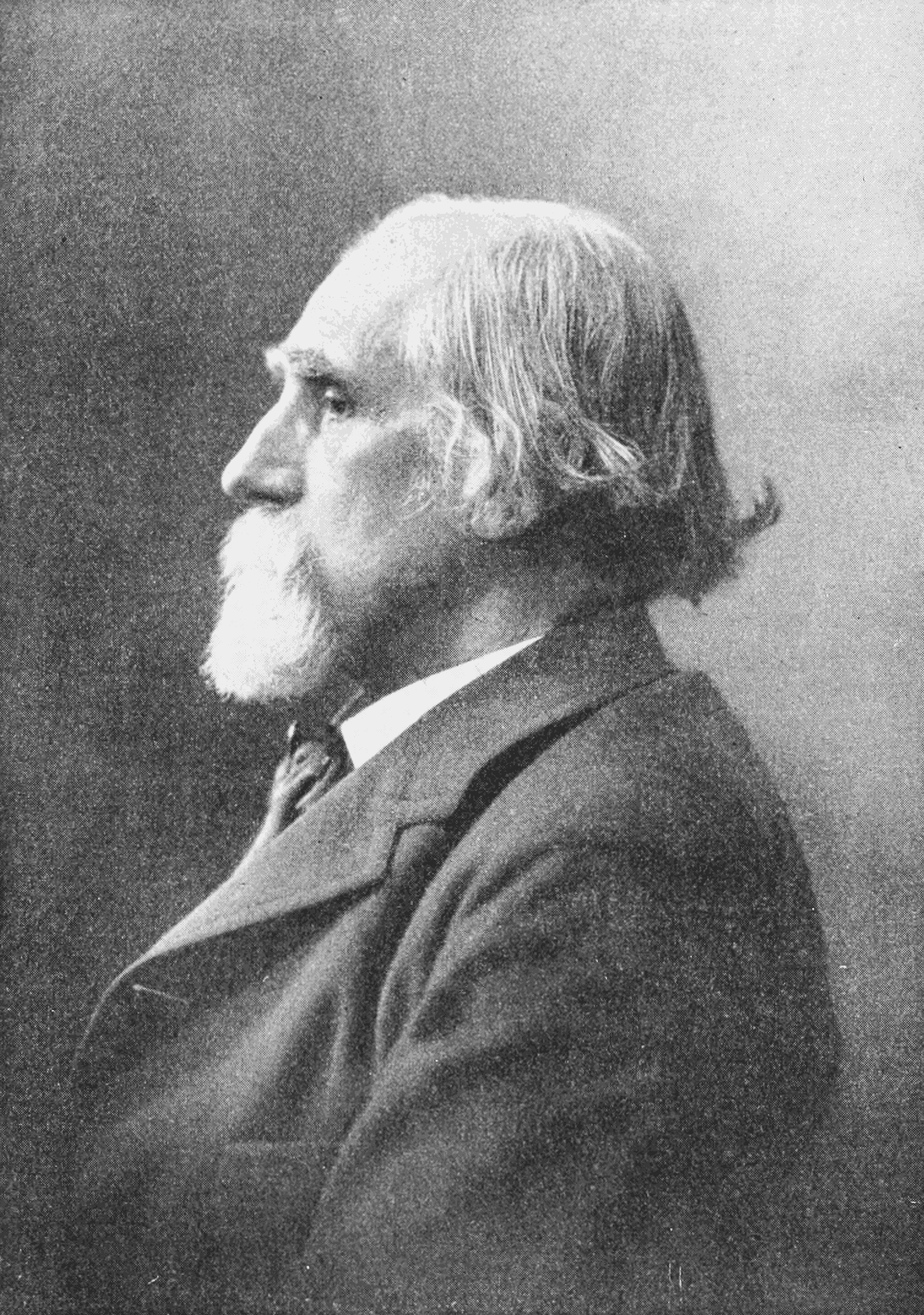
Ogden Nicholas Rood

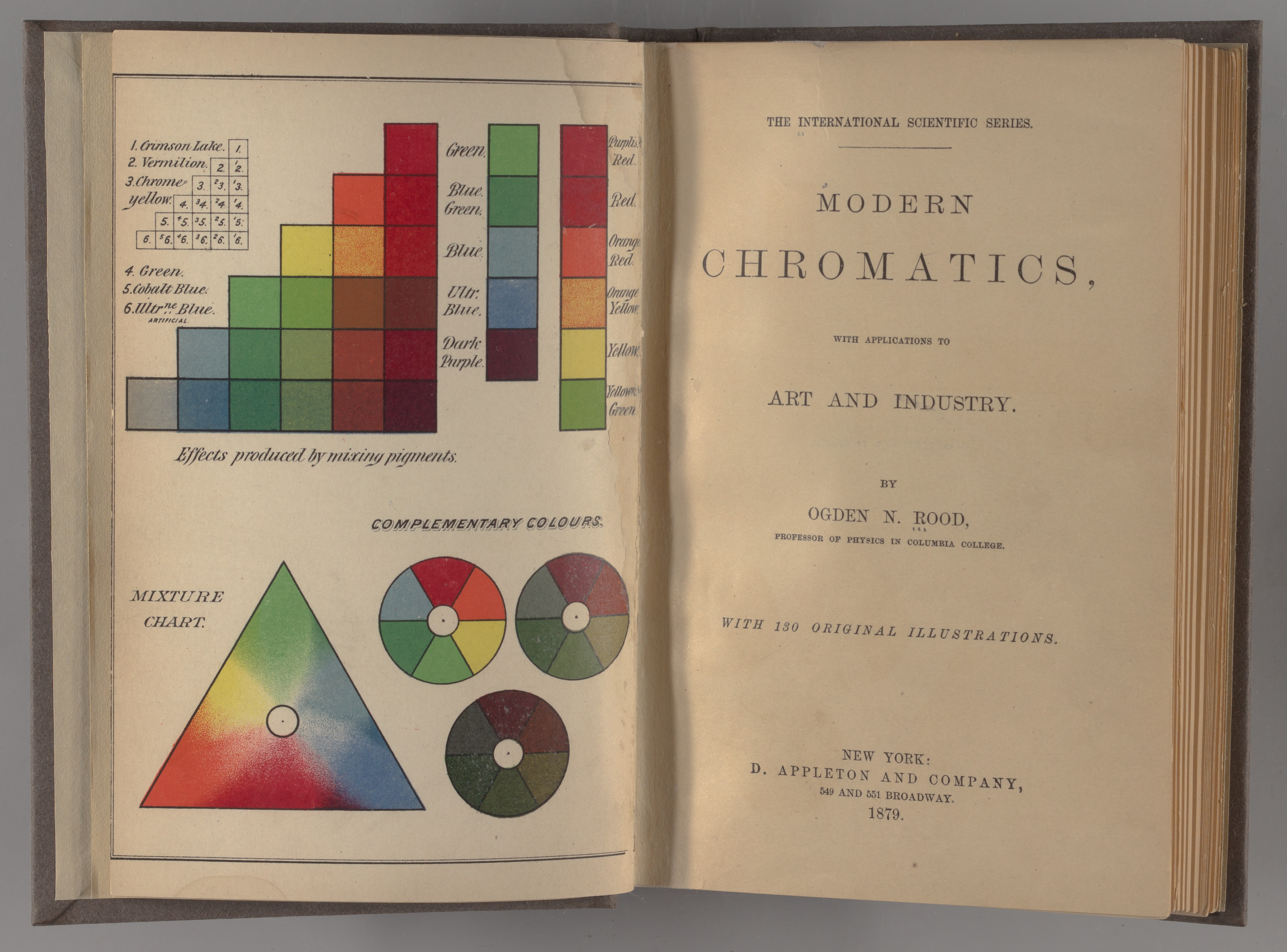
Ogden Nicholas Rood, Théorie scientifique des couleurs…

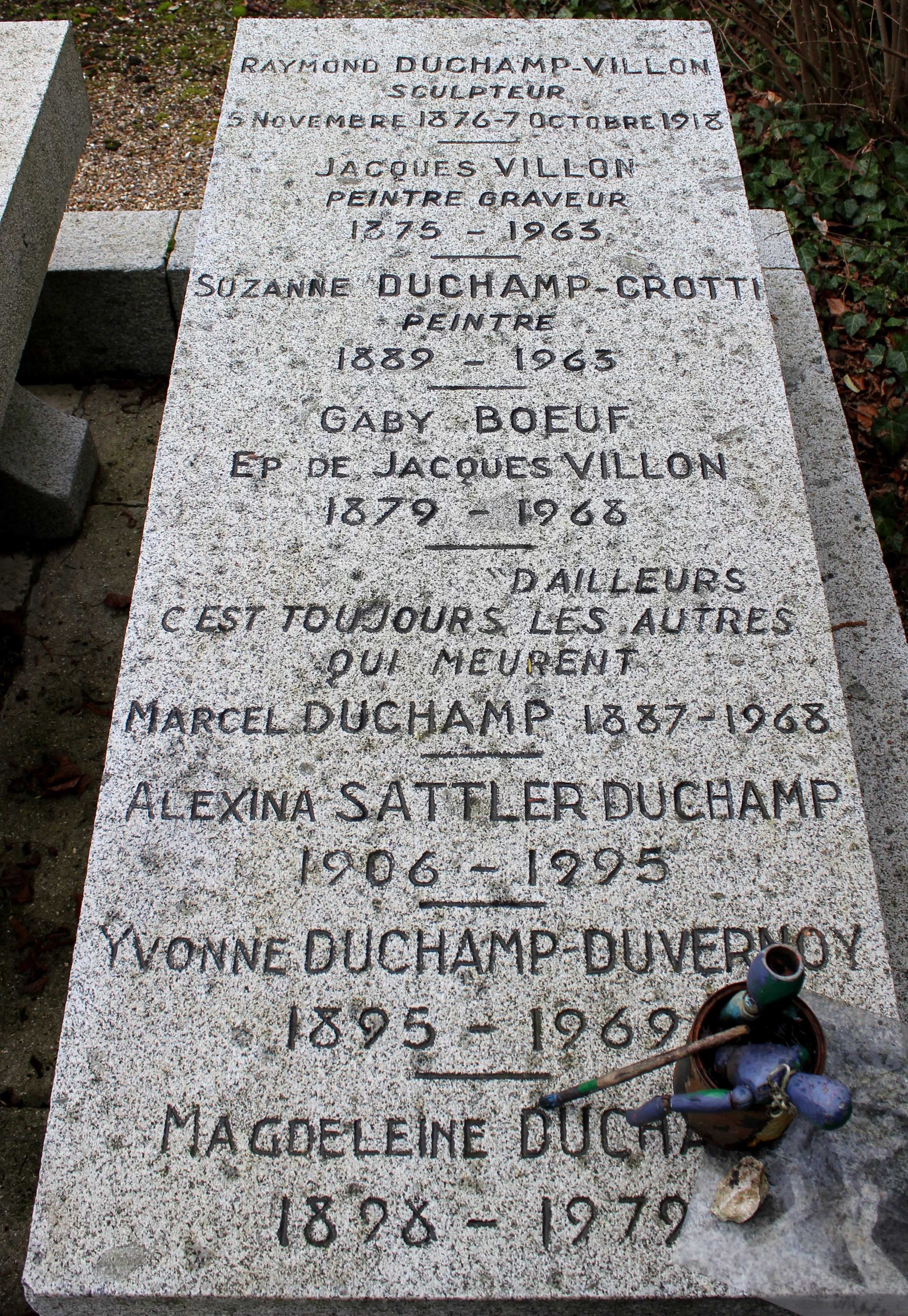
Sépulture de la famille Duchamp, cimetière monumental de Rouen.

En 1913, année où il épouse Gabrielle Bœuf dite « Gaby », Villon crée ses autres chefs-d’œuvre cubistes, sept grandes pointes sèches où les formes se cassent en plans pyramidaux obscurcis. La même année, il expose 9 toiles au célèbre Armory Show de New York - son frère Marcel Duchamp y expose son historique Nu descendant un escalier - qui contribue à introduire l'art moderne aux États-Unis, non sans difficultés puisque la prolongation de l'exposition à Chicago fait un véritable scandale. Daniel Robbins situe en 1922 le moment où il se plonge dans les traités scientifiques sur la couleur, notamment ceux d'Ogden Nicholas Rood, paru en 1881 et d'Auguste Rosenstiehl (de), paru en 1884, dont, restitue pour sa part Germain Viatte, « il ne devait plus cesser d'utiliser les chartes et cercles chromatiques ». Mobilisé au sein du 21e régiment d'infanterie territoriale en 1914, Jacques Villon combat sur les fronts de la Champagne et de l'Artois, puis intègre le service du camouflage en 1916. « Le traumatisme de la Grande guerre encourage ses spéculations sur l'analyse du volume » comprend Germain Viatte. Sa notoriété grandit et dès les années 1930, il est mieux connu aux États-Unis qu’en Europe. Si les nécessités alimentaires le conduisent cependant, entre 1922 et 1928, à produire en parallèle pour la Galerie Bernheim-Jeune des gravures d'après les maîtres modernes (Henri Matisse, Pablo Picasso, Édouard Manet, Raoul Dufy, Georges Braque…), il adhère au groupe Abstraction-Création en 1932.
En 1940, Jacques Villon part se réfugier successivement chez André Mare à Bernay (Eure), puis au château de la Brunié (Tarn) où il peint des paysages, et est de retour à Puteaux en 1942. Il n'accède vraiment à la célébrité qu'en 1944, lorsque la galerie Louis Carré, qui fait l'acquisition de l'intégralité de son atelier et organise une exposition de son œuvre à Paris avec un catalogue préfacé par René-Jean, à la suite de quoi il reçoit des récompenses dans plusieurs expositions internationales. En 1950, il reçoit le Prix Carnegie et, en 1954, il est nommé commandeur de la Légion d'honneur. L'année suivante, il reçoit la commande des vitraux de la cathédrale à Metz, La France. En 1956, le grand prix de la Biennale de Venise lui est décerné à l’exposition.
Les plus grandes réalisations de Villon en gravure sont sa création d’une langue purement graphique pour le cubisme, une réalisation dont aucun autre graveur, y compris ses camarades inventeurs du cubisme, Picasso ou Braque, ne pourrait se vanter : « organisant sa toile à partir de deux diagonales nettement indiquées qui vont d'un angle du tableau à l'autre, Villon, qui énonçait ce procédé de composition au sein du groupe et qui en marquera tout son œuvre, le définissait ainsi : "l'ensemble de la toile se décomposait en pyramides colorées marquant les différents points du sujet, points assez rapprochés, afin que les pyramides puissent s'imbriquer l'une dans l'autre pour reconstituer le sujet… Un objet et les différentes parties d'un objet venant à nous en pyramides, dont la pointe est dans notre œil, la base dans l'objet". »
En 1967, son frère Marcel a contribué à monter à Rouen une exposition intitulée « Les Duchamp : Jacques Villon, Raymond Duchamp-Villon, Marcel Duchamp, Suzanne Duchamp ». Une partie de cette exposition familiale a ensuite été présentée au musée national d'Art moderne à Paris.
Jacques villon, dont Jean Bazaine, André Beaudin, Maurice Estève, Léon Gischia ou encore Alfred Manessier ont revendiqué l'influence, meurt en son atelier de Puteaux le 9 juin 1963 et, lors de ses funérailles officielles - la population a été invitée par voie d'affiche à y participer - le 12 juin suivant à Puteaux, hommage lui est rendu dans des prises de parole de Jean Cassou qui souligne « le rôle capital de l'artiste dans la naissance du cubisme », de Gaëtan Picon, directeur général des Arts et des Lettres, de l'abbé Maurice Morel qui évoque la « faculté d'émerveillement de Jacques Villon » et du sénateur-maire Georges Dardel avant que l'artiste parte reposer au cimetière monumental de Rouen,. Ainsi que le résume Denis Martin, conservateur du Musée national des Beaux-Arts du Québec, Jacques Villon aura « su, dès le tournant du siècle, traverser toutes les périodes de l'art moderne en en subissant l'influence, mais en restant toutefois lui-même ».

## Œuvre

### Contributions bibliophiliques
- Pierre Corrard, Poésies, 14 eaux-fortes et une typographie par Jacques Villon, 100 exemplaires numérotés, signés par l'artiste et par l'éditeur, Librairie J. Meynial, Paris, 1937.
- Paul Valéry, Architectures, 34 gravures sur cuivre, 4 gravures sur bois, 1 lithographie par Jean-Louis Boussingault, Bernard Boutet de Monvel, Auguste-Louis Chapon, Georges Desvallières, Robert Duchamp-Villon, André Dunoyer de Segonzac, Roger de La Fresnaye, Jean-Émile Laboureur, Marie Laurencin, André Mare, Paul Véra, Jacques Villon, Gallimard / Nouvelle Revue française, 1921.
- Jacques Lassaigne; Éloge de Jacques Villon, 10 gravures originales par Jacques Villon, 200 exemplaires numérotés, Bruker, Paris, 1955.
- Henri Pichette, Dents de lait - Dents de loup, 13 gravures originales sur cuivre par Jacqus Villon, 211 exemplaires numérotés, Pierre de Tartas éditeur, Paris, 1959.

### Les vitraux de la cathédrale de Metz[30]

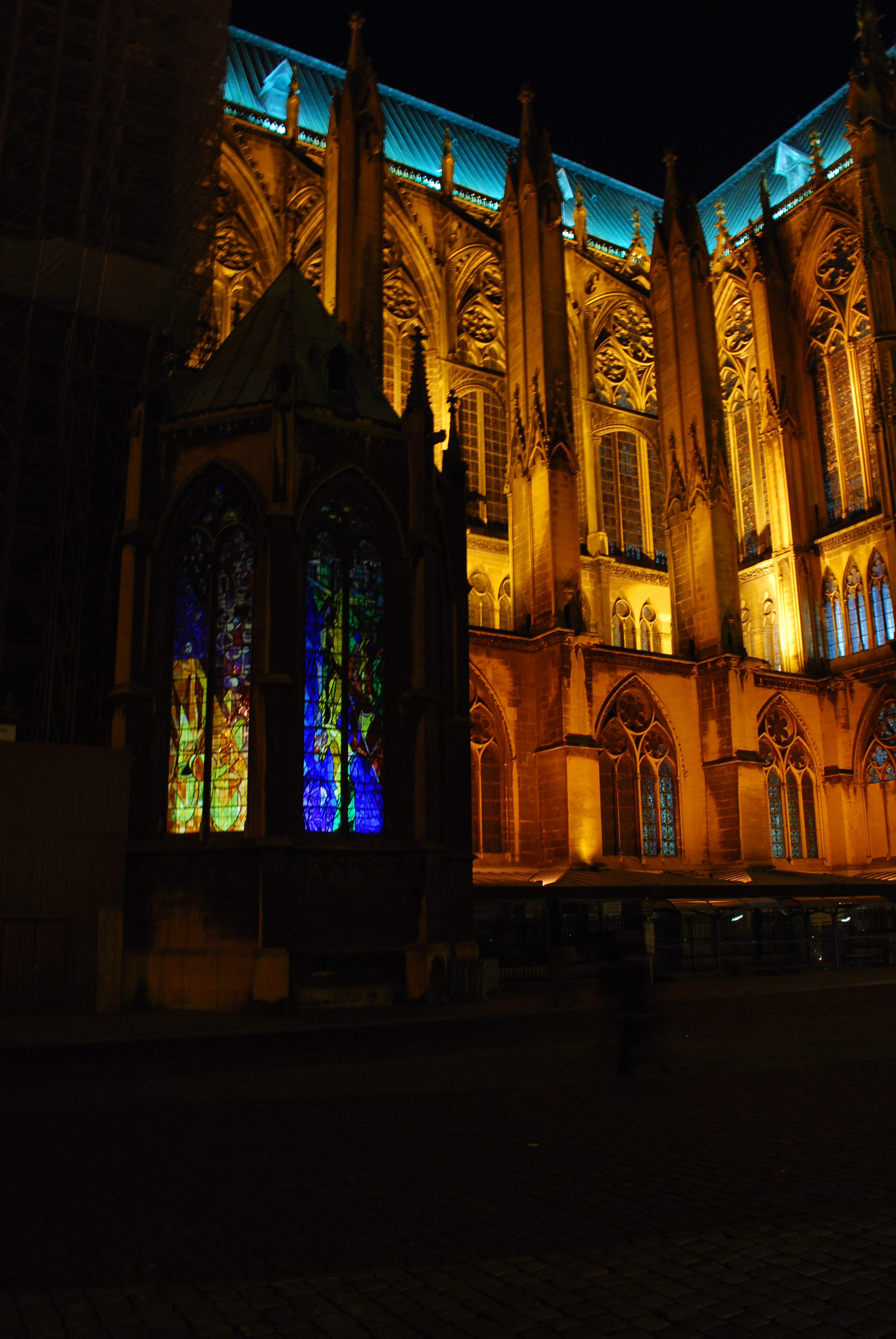
Vue extérieure de la cathédrale Saint-Étienne de Metz.

Les vitraux de Jacques Villon, vue intérieure.

En 1957, Jacques Villon réalise cinq baies vitrées pour la chapelle du Saint-Sacrement de la cathédrale Saint-Étienne de Metz,,. Dernière grande réalisation d'une carrière déjà bien remplie, cet artiste va étonner encore les amateurs d'art par la puissance colorée des verrières, ainsi que par le mouvement engendré par la mise en scène de multiples formes géométriques. C'est le thème de la Crucifixion dans le vitrail axial qui va révéler toute l'originalité du travail de Jacques Villon. Il s'est inspiré de l'évangile de saint Jean relatant l'événement de la lance portée par un soldat romain qui va percer le côté de Jésus d'où « il sortit aussitôt du sang et de l'eau » (Jn.19, 31-37). Avec cette lance, l'artiste va créer un axe déictique en réalisant une perspective qui traverse le Christ, mais également le spectateur lui-même. C'est un vecteur qui relie le point de vue au point de fuite.
De même, à la manière d'un Piero della Francesca pour ses fresques d'Arezzo, il va faire de la croix le symbole de tous les croisements. « Le présent et le passé, la séquence et le symbole, l'objet dans l'espace et la position du spectateur par rapport à cet objet. »
Malgré leur indéniable qualité, les vitraux de Jacques Villon restent encore dans l'ombre de ceux réalisés par Marc Chagall dans la même cathédrale de Metz : certains touristes les attribuent parfois au grand maître d'origine russe. « Il n'est pas étonnant en analysant l'œuvre de Jacques Villon réalisée à Metz, observe pour sa part Christian Schmitt, que certains amateurs d'art aient pu le considérer, à juste titre, comme la plus intéressante, voire la plus exceptionnelle, jusqu'à attribuer à cet artiste de Puteaux la première place, surpassant tous les autres peintres vitriers de la cathédrale de Metz, y compris Chagall. Cela semblerait bien mérité vu les nombreuses trouvailles dues à ce peintre adepte du nombre d'or. Cette vision pyramidale et triangulaire, que l'on retrouve en particulier dans la lance et la chaîne syntagmatique de la croix notamment, lui a permis de mettre le cubisme au service d'une dimension proprement théologique. On a effectivement l'impression qu'il a transformé ses vitraux de Metz à la manière d'un hymne pascal. Comme une manière originale d'affronter le désenchantement du monde en proposant une œuvre proprement musicale. D'où, comme résultat, cette vision féerique mais aussi hallucinante d'une réalité profonde, transcendante et immanente à la fois, "numineuse" selon les termes de Rudolf Otto, qui conduit à révéler des sortes de théophanies ou d'incantations ».

## Distinctions et hommages

### Prix et distinctions
- Médaille d'or pour la peinture et la gravure, Exposition universelle de 1937, Paris[10].
- Grand Prix international de la gravure, Exposition internationale de Lugano, 1949[38].
- Premier Prix Carnegie, Exposition internationale de Pittsburgh, 1950[38].
- Prix international de la peinture, Biennale de Venise, 1956[38],[9].
- Grand Prix à l'Exposition internationale de Bruxelles, 1958[10].
- Membre d'honneur de l'American Academy of Arts and Letters et du National Institute of Arts and Letters, 1961.

### Décorations
- Grand officier de la Légion d'honneur (27 mai 1963)
  -  Commandeur de la Légion d'honneur (6 septembre 1954)
  -  Officier de la Légion d'honneur (13 aout 1947)
  -  Chevalier de la Légion d'honneur (31 octobre 1938)
- Croix de guerre 1914–1918
- Commandeur de l'ordre des Palmes académiques
- Commandeur de l'ordre des Arts et des Lettres (1954)

### Hommages

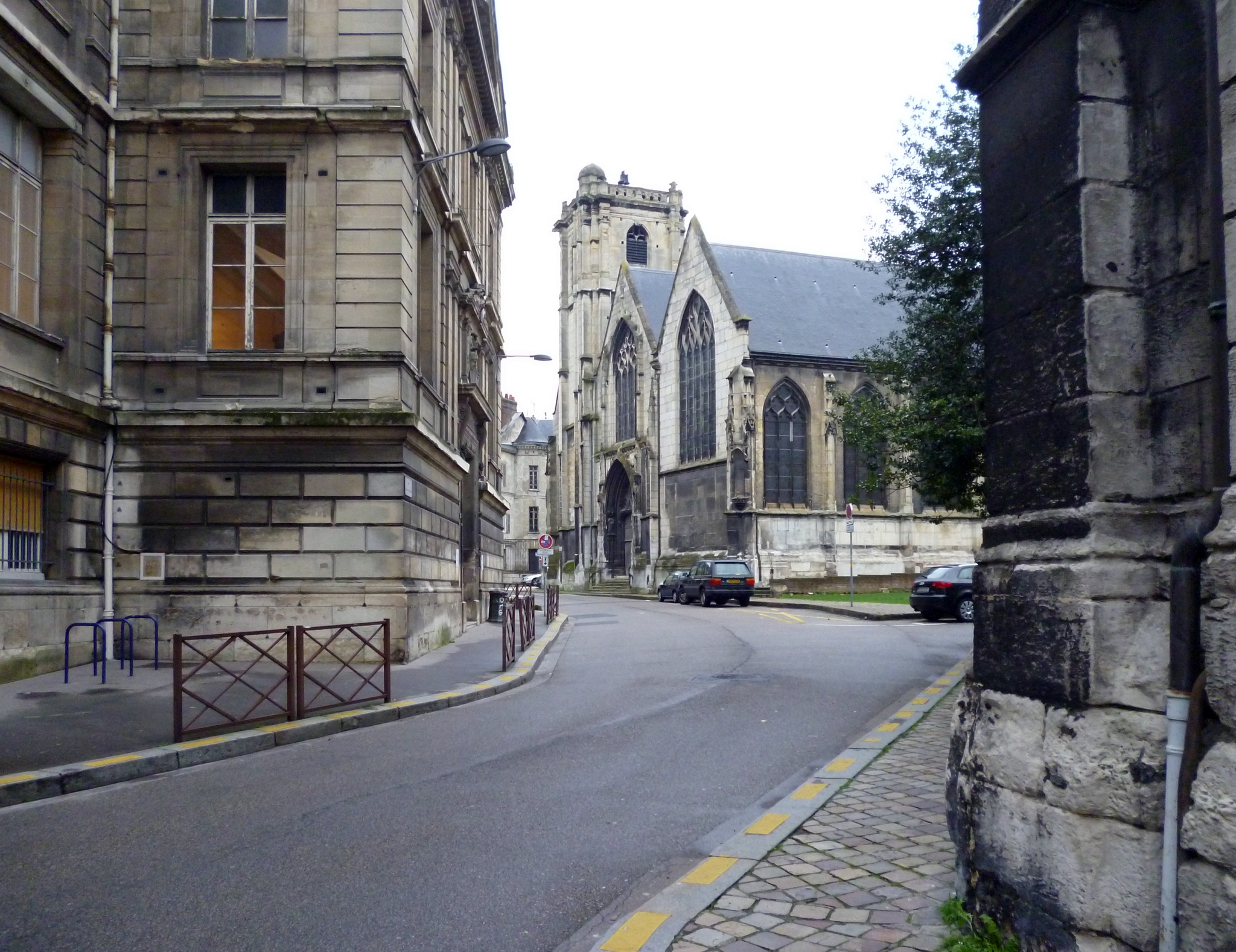
rue Jacques-Villon, Rouen

- Une rue des villes de Conches-en-Ouche, Metz et Rouen (la bibliothèque patrimoniale Jacques-Villon y est située), les maisons cantonales de Damville (Eure) et Mesnils-sur-Iton, portent le nom de Jacques Villon.
- Dans la mise en musique par Francis Poulenc, en 1956, des poèmes de Paul Éluard sur Le travail du peintre, une mélodie est consacrée à Jacques Villon[10].
- Hommage à Jacques Villon, huile sur toile de Théo Kerg, 100x81cm, peinte dans les années 1950, exposée au Musée national d'histoire et d'art du Luxembourg en 2013-2014.
- Une œuvre de Jacques Villon illustre l'étiquette millésime 1960 du château Mouton-Rothschild, grand cru classé de Pauillac[39].
- Hommage à Jacques Villon, huile sur toile de Ladislas Kijno, 153x195cm, 1960[40].
- Jacques Villon, médaille bronze de Fritz Klimsch, diamètre 15,1cm, 200 exemplaires numérotés, poinçonnés corne BR et datés 1966 dans la tranche, éditée par la Monnaie de Paris.

## Expositions

### Expositions personnelles
- Galerie Legrip, Rouen, 1905[8].
- Société Anonyme Galleries, New York, 1921[10].
- Brummer Gallery, New York, 1928[10].
- Les gravures de Jacques Villon d'après les maîtres modernes, Galerie Bernheim-Jeune, Paris, 1928[10].
- Exhibition of paintings and etchings by Jacques Villon, The Arts Club, Chicago, 1933.
- Mary Harriman Gallery, New York, 1934.
- Galerie Louis Carré, Paris, décembre 1944, 1948, 1951 (Jacques Villon - Gravures, 1899-1950), 1954 (Jacques Villon - L'œuvre gravé)[38], avril 1956 (Jacques Villon - Peintures)[41], 1957 (Jacques Villon - Gravures), 1961, 1962, 1963 (La figuration dans l'œuvre graphique de Jacques Villon), 1991 (Villon - Peintures, 1940-1960[38].
- Jacques Villon - 150 gravures, La Hune, Paris, 1950.
- Jacques Villon - Rétrospective, Musée national d'art moderne, Paris, 1951[42],[43].
- Jacques Villon - His graphic art, Museum of Modern Art, New York, 1953.
- Musée Toulouse-Lautrec, Albi, avril 1955[38].
- L'œuvre religieuse de Jacques Villon, Galerie de Varenne, Paris, 1959[38].
- Jacques Villon - L'œuvre gravé, 1891-1958, Bibliothèque nationale de France, Paris, 1959[44].
- Musée d'art moderne de Stockholm, mars 1960[38].
- Cent tableaux de Jacques Villon, Galerie Charpentier, Paris, mai-juin 1961[45],[46],[47]
- L'œuvre gravé de Jacques Villon - Rétrospective, Maison de la culture du Havre, 1962[3].
- Kunsthaus de Zurich, 1963[38].
- Jacques Villon, master of graphic arts (1875-1963), musée des Beaux-Arts de Boston, 1964.
- Jacques Villon - Paintings, Thaw and Co, New York, mars-avril 1964.
- Jacques Villon, master printmaker, Helen Seiferfield Gallery, New York, 1964.
- Homage to Jacques Villon, R. S. Johnson International, Chicago, 1964.
- Jacques Villon - Rétrospective, Musée des Beaux-Arts de Rouen, juin-septembre 1975< ; Grand Palais, Paris, octobre-décembre 1975[38].
- Jacques Villon, Fogg Art Museum, Cambridge et Neuberger Museum of Art, Purchase (New York), 1976.
- Musée d'Art et d'Histoire de Neuchâtel, 1982[38].
- Jacques Villon - 50 dessins et aquarelles, Galerie Sagot-Le Garrec, Paris, juin-juillet 1983.
- Musée des Jacobins de Morlaix, 1988[38].
- Jacques Villon - L'œuvre gravé, exposition autour d'une collection, musée du dessin et de l'estampe originale de Gravelines, juin-septembre 1989 ; Musée de l'imprimerie et de la banque, Lyon, octobre-novembre 1989[48].
- Lieu d'art contemporain de Sigean, 1992.
- Hôtel Donadei de Campredon, L'Isle-sur-la-Sorgue, janvier-mars 1993[49]
- Jacques Villon and his cubist prints, Philadelphia Museum of Art, Philadelphie, 2001.
- Jacques Villon, Raumbegriff und Raumkonzeption im malerischen Werk, Athena, Oberhausen, 2003.
- Jacques Villon - Rétrospective, Galerie Schmit, Paris, octobre-novembre 2004[50],[51].
- Jacques Villon, d'une guerre à l'autre, Musée des Beaux-Arts de Carcassonne[52] et Musée de Millau, 2009-2010[53].
- Jacques Villon né Gaston Duchamp (1875-1963), Musée des Beaux-Arts d'Angers, novembre 2011 - avril 2012[10],[54],[55],[56].
- Cathédrale Saint-Étienne de Metz, juin 2013[19].
- Musée Zervos- Maison Romain Rolland, Vézelay, juin-novembre 2013[19],[57],[58].
- Musée des Beaux-Arts d'Angers, décembre 2016[59].
- Jacques Villon, maître de lumière - Les vitraux de la chapelle du Saint-Sacrement de la cathédrale de Metz en 1957, église de Saint-Julien-lès-Metz, septembre-novembre 2022.

### Expositions collectives

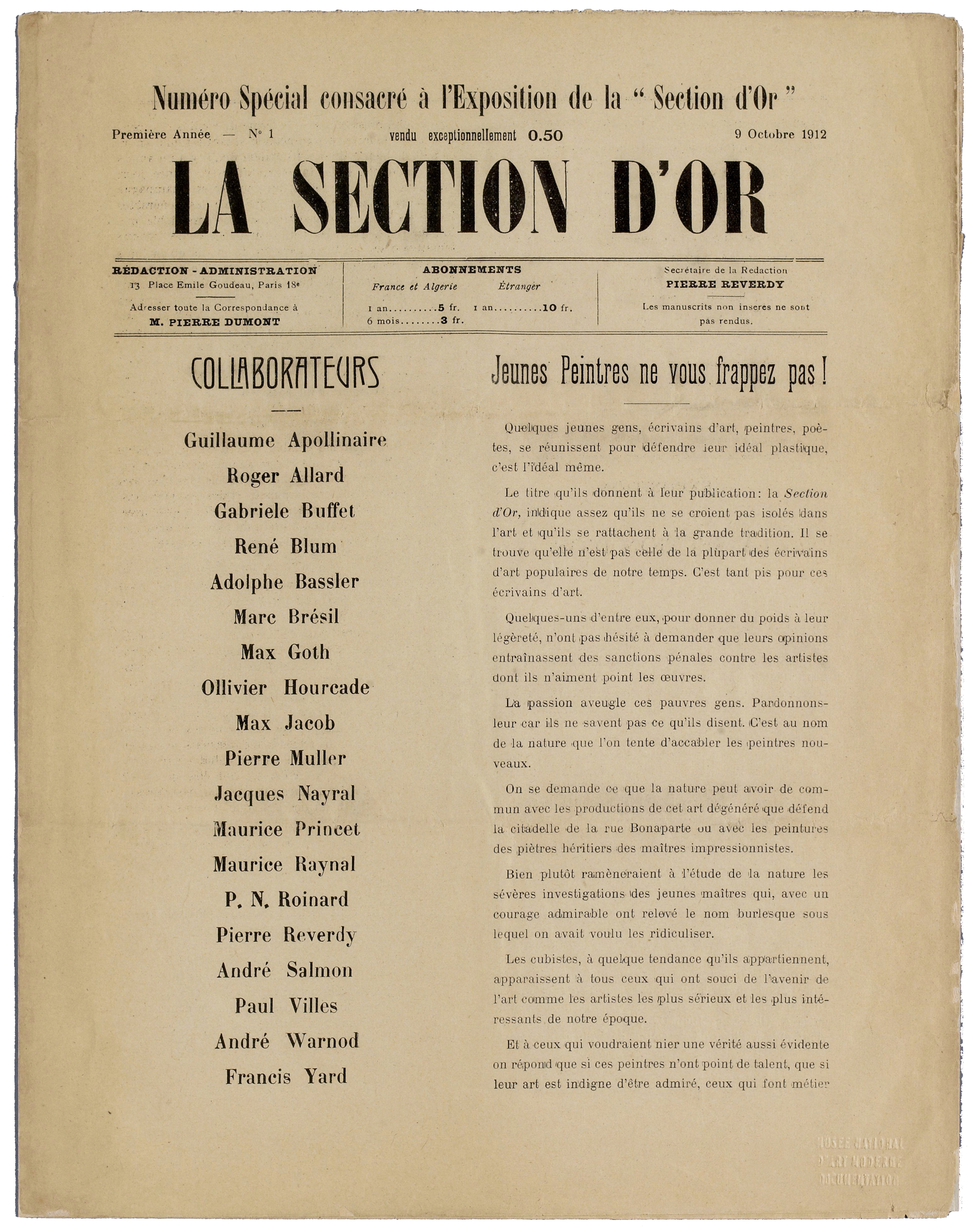
La Section d'Or, numéro unique, 9 octobre 1912

- Salon de la Société nationale des beaux-arts, 1901 (envoi de 2 gravures)[10].
- Salon d'automne, à partir de 1903 (membre du comité jusqu'à sa démission causée en 1912 par l'opposition au cubisme de son président, Frantz Jourdain), 1957 (Hommage à Jacques Villon)[38].
- Salon de la Section d'Or, Galerie La Boétie, Paris, octobre 1912 (compte-rendu dans le premier et unique numéro de la revue La Section d'or, 9 octobre 1912)[7],[20], Galerie Vavin-Raspail, Paris, 1925[10].
- Armory Show, New York, 1913[19],[38].
- Peinture : Albert Gleizes, André Lhote, Jean Metzinger, Piet Mondrian, Jacques Villon - Sculpture : Alexandre Archipenko, Constantin Brâncuși, Raymond Duchamp-Villon, Galerie Manes, Prague, février 1914[10].
- Louis Latapie, Jacques Villon, Galerie Povolozsky, Paris, 1922[60].
- Abstraction-Création, 44, avenue de Wagram, Paris, 1932, 1933[10].
- Cubisme and abstract art, Museum of Modern Art, New York, 1936[10].
- Les Maîtres de l'art indépendant, Petit Palais, Paris, 1937[38].
- Origines et développement de l'art international indépendant, Musée du Jeu de Paume, Paris, 1937[38].
- Exposition universelle, Paris, mai-novembre 1937[61].
- Réalités nouvelles, Galerie Charpentier, Paris, 1939[38].
- Jacques Villon et Raymond Duchamp-Villon, Galerie de France, Paris, 1942[38].
- Le Cubisme, Galerie de France, Paris, 1945[38].
- Les Trois Frères Duchamp-Villon, Yale University Art Gallery, New Haven, 1945 (exposition ensuite itinérante à travers les États-Unis)[10].
- Salon de mai, Paris, à partir de 1948[38], affiche du salon de 1959.
- Art français, 1938-1948, musée national, Stockholm, 1949[38].
- Biennale de Venise, 1950[62], 1956[38].
- L'École de Paris, 1900-1950, Royal Academy, Londres, 1951.
- Figures nues d'École française depuis les maîtres de Fontainebleau, Galerie Charpentier, Paris, 1953[63].
- De Corot à nos jours au musée du Havre, Musée national d'art moderne, Paris, décembre 1953 - janvier 1954[3].
- Biennale de Venise, 1956 (38 peintures)[10].
- Salon des peintres témoins de leur temps, Musée Galliera, Paris, mars-mai 1957 (thème : Le sport ; toile exposée : Orly ; affiche et première page du catalogue par Jacques Villon)[64], mars-mai 1961 (thème : Richesses de la France ; toile exposée : Paysage entre Toulouse et Albi)[65].

### Rétrospectives
- Dix peintres français autour de Jacques Villon : Roland Bierge, François Bret, Jacques Despierre, Paul Charlot, Camille Hilaire, Jean Marzelle, Marcel Mouly, Maurice-Élie Sarthou, Claude Schürr, palais de la Méditerranée, Nice, janvier-février 1961.
- VIe Biennale de São Paulo, Jacques Villon invité d'honneur, 1961[38].
- Vingt-quatre peintres français, Musée national d'histoire et d'art, Luxembourg, 1966[38].
- Les Duchamp - Jacques Villon, Raymond Duchamp-Villon, Marcel Duchamp, Suzanne Duchamp, Musée des Beaux-Arts de Rouen, 1967[28].
- Donation Pierre Lévy, orangerie des Tuileries, Paris, février-avril 1978[63].
- Abstraction-Création, 1931-1936, Westfälisches Landesmuseum für Kunst und Kulturgeschichte, Münster, puis Musée d'art moderne de la ville de Paris, 1978[38].
- Twentieth centuru French drawings from the Robert Lehman collection, Metropolitan Museum of Art, New York, 1981.
- The Cubist Print, University Art Museum, Santa Barbara (Californie), 1981[66].
- De Bonnard à Baselitz, dix ans d'enrichissements du cabinet des estampes, 1978-1988, Bibliothèque nationale de France, Paris, 1992[67].
- Les années cubistes, Musée d'art moderne Lille Métropole, parc urbain de Villeneuve-d'Ascq, mars-juillet 1999.
- Patrimoine de la ville de Puteaux, salons d'honneur de l'hôtel de ville de Puteaux, septembre 2010[68].
- De Cuno Amiet à Zao Wou-Ki - Le fonds d'estampes Cailler, Musée d'art de Pully, février-avril 2013[69].
- Hommage à Jacques Villon, Galerie 50, La Cadière-d’Azur, 1er juillet - 31 août 2022.

## Citations
(juin 2023).

### Dits de Jacques Villon
- « J'ai commencé à me préoccuper des couleurs vers 1920. Avant, quand je sentais un bleu, je mettais un bleu. Mais, à partir de ce moment, j'ai voulu me baser sur une science des couleurs. Je voulais créer dans l'absolu. J'aurais bien fait, dans le temps, de connaître les théories des néo-impressionnistes, mes recherches auraient avancé plus vite. J'ai dû refaire tout le chemin par moi-même. Petit à Petit, l'expérience m'a appris beaucoup de choses, et j'ai su finalement comment profiter de la science des couleurs. C'était autour de 1930. » - Jacques Villon[70]
- « Niant délibérément l'atmosphère, les cubistes se sont d'abord tournés vers l'objet, l'ont pris en main, analysé, disséqué. Puis, avec les éléments ainsi obtenus, ils ont créé, dans le cadre de la toile, d'autres synthèses, obéissant à l'intuition… Puis la couleur reprit ses droits, allant rigoureusement et par sa seule puissance jusqu'à commander le tableau… La toile cubiste, de plus en plus objet en soi, s'achemine vers l'abstrait, puis vers la création complète, trouve sa fin dans ses moyens. Renversant la vapeur, la jeune peinture veut tendre à l'expression des sentiments, mais, ne désirant pas prendre le point de vue du cinéma, elle se tourne vers le drame explosif tout en gardant du cubisme, non plus dans le sujet, mais dans l'objet, l'atmosphère géométrique et dépouillée. » - Jacques Villon[71]
- « Mon point de départ est dans la nature, mais je n'éprouve pas le besoin de suivre la nature, je crée mon tableau. » - Jacques Villon[7]
- « La peinture, c'est pas compliqué, ce ne sont que les cinquante premières années qui sont dures. » - Jacques Villon[72]

### Réception critique

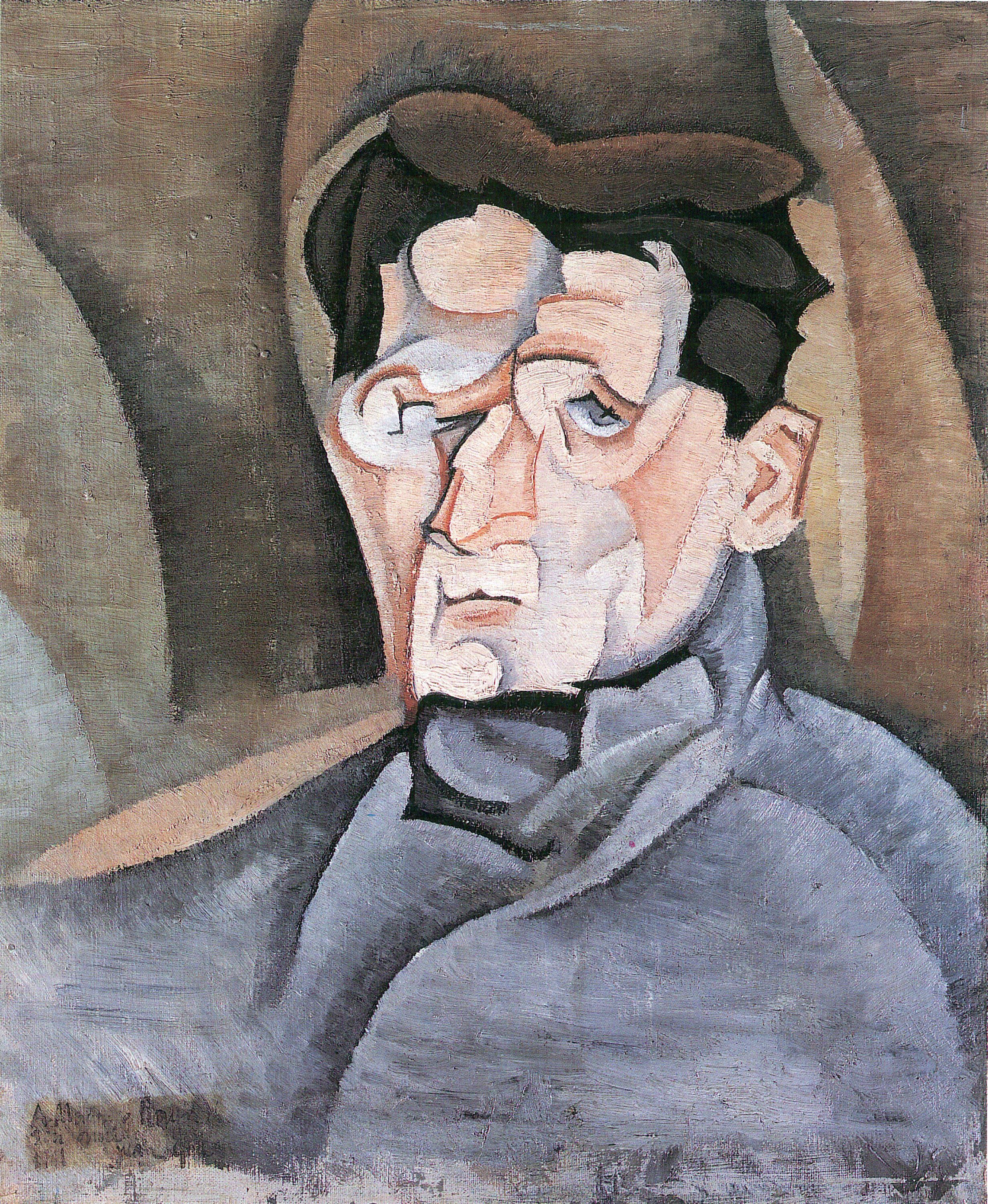
Maurice Raynal par Juan Gris

- « Art un peu spécial, peut-être, art propre à intéresser les professionnels pour qui le jeu des combinaisons, des formes colorées, est toute la peinture. Soit, mais un art légitime, parce que purement pictural, basé sur une esthétique établie… Villon sait qu'une ligne, une courbe, un volume, ont autant de valeur spécifique qu'un mot, une phrase, une période. » - Maurice Raynal[60]
- « Villon fut le premier des peintres-graveurs qui ait cherché à mécaniser le trait. » - Louis Marcoussis[73]

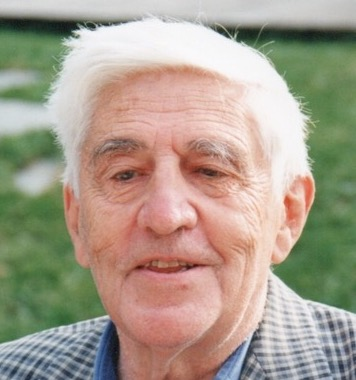
Bernard Dorival

- « Art ambitieux, s'il en est, l'art de Villon n'en est pas moins modeste. Secret, apparemment facile, il parvient, à force de difficultés vaincues, à cette aisance, ce naturel, cette discrétion qui caractérisent toute une tradition d'art français, la tradition de Racine, de Chardin, de Corot, de Cézanne, de Seurat. Point de morceaux de bravoure : une facture toute unie et toute simple, une matière égale, économe, soignée. Les accords de couleur, raffinés, sont discrets. La science - impeccable - du dessinateur se voile sous la résille des traits apparemment timides que la plume ou le burin se plaisent à entrecroiser, comme autant de tâtonnements, de repentirs, d'excuses. Point d'affirmations péremptoires ; encore moins de "coups de gueule". Le verbe calme d'un artiste bien élevé. L'architecture savante des tableaux et des planches ne se dégage qu'à la réflexion, de même que la maîtrise dans l'établissement des rythmes, des rimes, du contrepoint. La phrase de l'ouvrage se déroule mélodieuse, mélancolique. Peintre, il ne grave pas ; graveur, il ne recherche pas indiscrètement la couleur ; et les cartons des vitraux qu'il a donnés pour l'admirable cathédrale de Metz le révèlent soucieux de ne pas outrepasser les lois du genre, mais de les posséder en s'y conformant avec docilité. De tout ce qu'il fait, ce qui se dégage, c'est un sentiment d'aisance, d'aisance exquise et rare, celle de "l'honnête homme" qui veut ressembler à tout le monde et qui peut le vouloir parce qu'il ne risque pas d'y jamais parvenir. Rien de plus travaillé que son art, de plus mûri, de plus patient, rien de plus lucide et de plus voulu ; rien de plus naturel pourtant, de plus dépouillé, de plus transparent : la transparence d'une source de montagne dont la saveur unique provient de la pureté. » - Bernard Dorival[13]
- « Villon ou la pudeur. Cette qualité, essentielle chez lui, s'inscrit dans la subtilité et le raffinement de ses recherches, ce réseau de lignes avec lequel il tisse l'espace en trames serrées comme les brins d'eau d'une averse, ces tons qu'il pose, méticuleusement et dont les relations créent les architectures, à la fois fragiles et profondes, à travers lesquelles son tableau s'épanouit avec une grâce tranquille. Partant de la nature, d'où il extrait les rythmes fondamentaux de la composition, il construit avec des parcelles de clarté, des brindilles mauves, rose, vert amande ou orangé, prudemment, pas à pas, un monde qui suggère la vie par son ordonnance même et qui dans ses lignes impalpables, ses polyèdres de lumière, secrète une tendre poésie. "Tout le vague, dit Villon, tout le mystérieux de l'inconnu". » - Pierre Cabanne[65]
- « Les couleurs - roses, mauves, lilas, vert amande, orange - comptent parmi les plus périlleuses qui soient. Le prodige est qu'elles acquièrent ici, grâce à la sûreté des rapports, au jeu des harmoniques, une exactitude, un poids - on est tenté de dire un réalisme - inimaginables ailleurs. Le noir les fortifie, distribué en réseaux minces ou en nappes légères entre elles, un noir vivant et comme poreux qui chante l'ombre parmi les lumières. » - Jean Guichard-Meili[47]
- « "Je fus le cubiste impressionniste" devait dire un jour Jacques Villon à Paul Éluard, et il ajoutait : "je le suis resté. Peut-être moins cubiste, moins impressionniste, plus je ne sais quoi et que je cherche". Ainsi l'œuvre entier de Villon apparaît-il comme le prolongement de l'impressionnisme dont il conservera toujours les subtilités de couleur et le goût d'une certaine luminosité atmosphérique. Mais cette forme de sensibilité ne pourra se réaliser chez Villon que dans la discipline et le souci de la construction, ainsi que dans l'harmonie qui rythme la rigueur de la composition chère aux maîtres du cubisme. "Il y a en lui, écrit Jean Cassou, une vive sensibilité à la nature, la sensibilité d'un poète. Seulement, il lui faut aussi, et fondamentalement, la spéculation et l'analyse"[74]… Dans des variations très nuancées de rose, de lilas, de vert, d'orangé, de gris et de bleu, Villon élabore un univers de constructions où tout un jeu de lignes soigneusement étudiées tend à exprimer un espace d'une grande rigueur plastique et d'une unité poétique inimitable. Vivifié par le sujet toujours présent, mais aussi souvent en dehors du sujet, "les constructions de Villon, écrit encore Jean Cassou, sont revêtues de campagne, elles frémissent sous le rite des travaux rustiques, elles se parent d'harmonies chromatiques. Celles-ci ont beau être aussi rationalisées que les lignes et les plans : une confidence est en elles un abandon et de vivantes et ravissantes délicatesses"[74]. » - Les Muses - Encyclopédie des arts[7]
- « Désireux de trouver une discipline constructive après des années de dessin d'illustration, il s'appliqua dès 1911 à l'étude des volumes, puis adopta en 1912 un système de construction pyramidale dont il avait trouvé le principe dans les écrits de Léonard de Vinci. "Cubiste impressionniste", comme il se plaisait à le dire, il était avant tout soucieux de réaliser, à partir de l'étude de la nature, des ensembles harmonieux et plaisants à l'œil. S'il étudiait d'abord les formes et les rythmes et ne posait qu'ensuite la couleur, il usa dès 1912 de couleurs vives sans aucun rapport avec le "ton local", dans un esprit d'un lyrisme à la fois intense et plein de discrétion. » - Guy Habasque[75]
- « Villon introduisit dans le cubisme un accent nouveau, celui du mouvement. En un sens, le mouvement devient le thème principal de sa peinture, tandis que sa technique reste cubiste ; il construit ses tableaux selon des petits plans imbriqués, refuse la séduction de la couleur, amène l'espace et les personnages à former un seul tout. Il diffère des cubistes en ce qu'il imprime à ce tout le mouvement. Les plans ne sont plus simplement superposés, ils s'animent. Leur position n'est pas figée, leurs contours indiquent la direction du mouvement qu'ils symbolisent. L'œuvre de Villon est proche de celle des futuristes italiens : le langage formel cubiste y est utilisé pour exprimer le mouvement, ce mouvement qui revêt à l'époque une importance extrême. » - Hans L.C. Jaffé[76]
- « Avant de découvrir la peinture, Jacques Villon, influencé par son grand-père, fit ses premières armes dans la gravure. Jamais il ne préféra le pinceau au burin, ce qui lui vaut aujourd'hui d'occuper une place prépondérante dans la gravure du XXe siècle. À Paris, l'atmosphère canaille du Montmartre de Toulouse-Lautrec, la fréquentation de l'atelier de Fernand Cormon lui inspirèrent de très nombreux dessins humoristiques. Au même moment, Villon réalise ses premières toiles qui portent les traces de Edgar Degas et de Lautrec. En 1911, Villon redécouvre le cubisme et y adapte des méthodes quasi-scientifiques. Son graphisme s'inspire des techniques linéaires de Léonard de Vinci et le jeu de ses contrastes de couleurs se réfère au cercle chromatique cher à Robert Delaunay. Ces contraintes ne représentent cependant qu'un moyen pour transposer avec poésie la beauté d'une nature dont la richesse dépasse de loin celle de l'imaginaire. » - Patrick-F. Barrer[77]
- « Jacques Villon tisse l'espace avec un raffinement et une subtilité qui ont fait école. Son œuvre est d'une telle unité dans sa fraîcheur, sa pudeur et sa méditation, elle se confond si étroitement avec la vie de l'artiste que ses différentes périodes et manières sont toutes également appréciées des collectionneurs, et jusqu'à ses dessins humoristiques autour de 1900, qu'il plaçait au Rire, à L'Assiette au beurre ou au Gil Blas. » - Gérald Schurr[78]

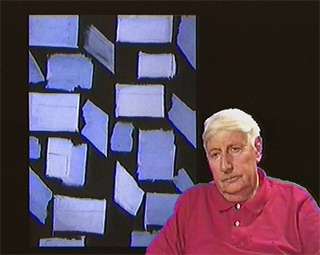
Jacques Busse

- « Une grâce d'être certaine a pu longtemps laisser négliger l'œuvre de Jacques Villon pour d'autres plus ostentatoires ; ce charme discret en assure maintenant la pérennité. L'homme Jacques Villon était un lyrique tendre, attentif et sensible à la beauté des êtres et des choses et soucieux de la transcrire et faire partager, tandis que le peintre qui vivait profondément son travail, de toute sa volonté et son intelligence, était conscient et attentif aux moyens plastiques spécifiques de son art. La peinture de Villon est avant tout fait plastique, même si vivifiée par le souvenir d'un écho, d'un parfum ou d'une saveur de réalité, comme il le dit lui-même : « elle rend le parfum, l'esprit, l'âme des choses ». » - Jacques Busse[38]
- « Villon aborde la question du prisme coloré en mettant ses lois en application. Ce poète des demi-tons, ce zélateur d'Iris affirme l'immanence des phénomènes, son arc lyrique résulte d'une fixité qui prend appui sur les capacités physiques de la rétine. Les tensions qu'il met en œuvre peuvent l'inquiéter mais ce sont celles de notre monde, et donc celles de l'art, nombre d'artistes en sont toujours convaincus ; son expérience mérite d'être reconsidérée au-delà même de séductions qui peuvent sembler aujourd'hui obsolètes. » - Germain Viatte[25]

## Collections publiques

### Australie
- Musée national du Victoria, Melbourne.

### Belgique
- Musées royaux des beaux-arts de Belgique, Bruxelles, Femme vue de dos, huile sur toile 92 × 60 cm, 1930[79].
- Musée des Beaux-Arts de Liège[13].

### Canada
- Musée des beaux-arts du Canada, Ottawa[80] :
  - Marcel Duchamp, estampe, 1904.
  - Le Cake-walk des petites filles, aquatinte et pointe-sèche 47,6 × 65,4 cm, 1904.
  - Renée de trois-quarts, estampe, 1911.
  - Daguerréotype I, estampe, 1927.
  - Le poète Jean-Paul Dubray, estampe, 1933.
  - Chevreuse, estampe, 1935.
  - L'aventure, estampe, 1935.
- Musée national des beaux-arts du Québec, Québec, 455 œuvres[81],[29].

### Danemark
- ARoS Aarhus Kunstmuseum, Aarhus.
- Kunstmuseet Brundlund Slot (da), Åbenrå.
- Statens Museum for Kunst, Copenhague[13].
- Randers Kunstmuseum, Randers.

### États-Unis

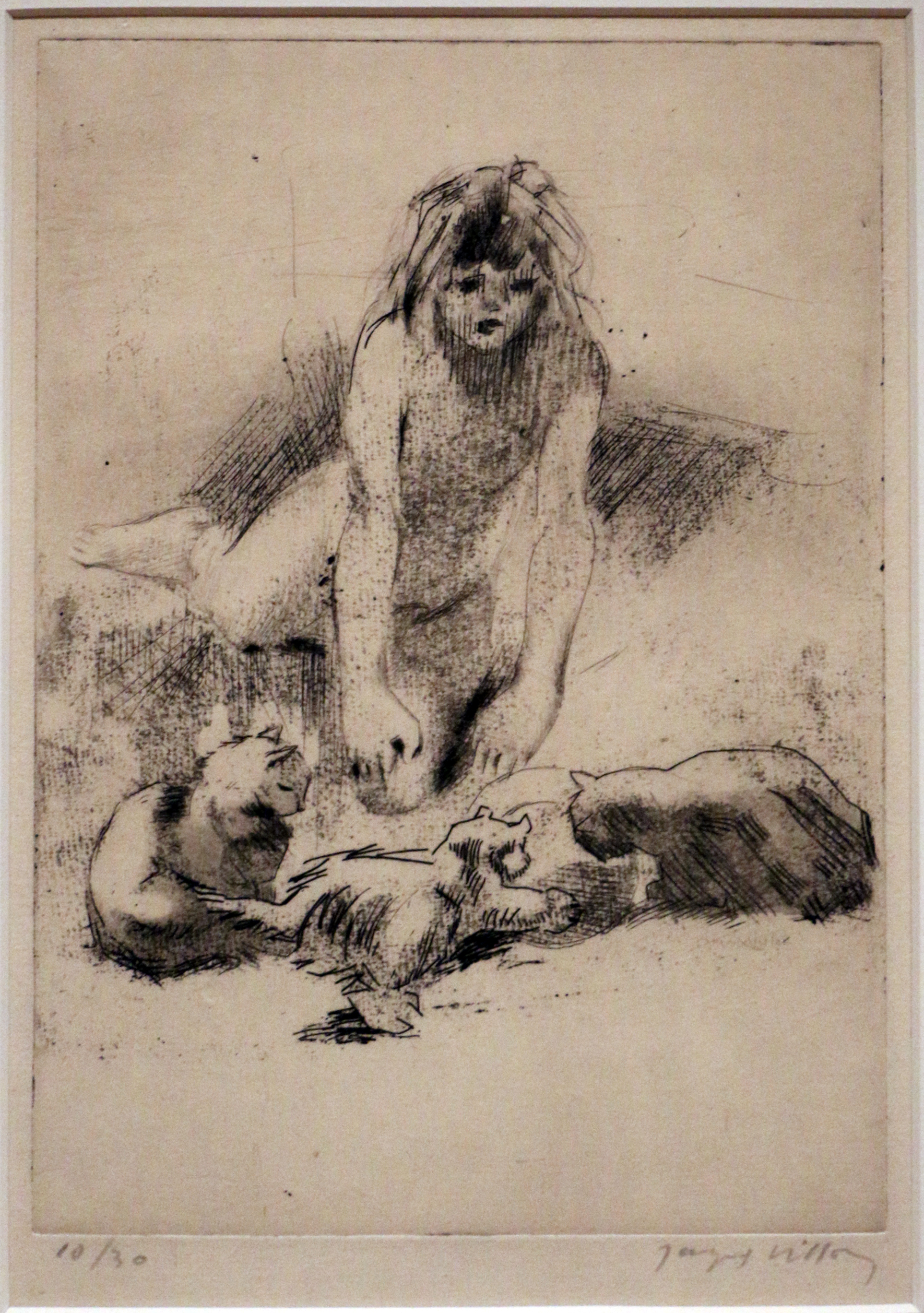
Minne and cats drink, gravure, 1907, Cincinnati Art Museum

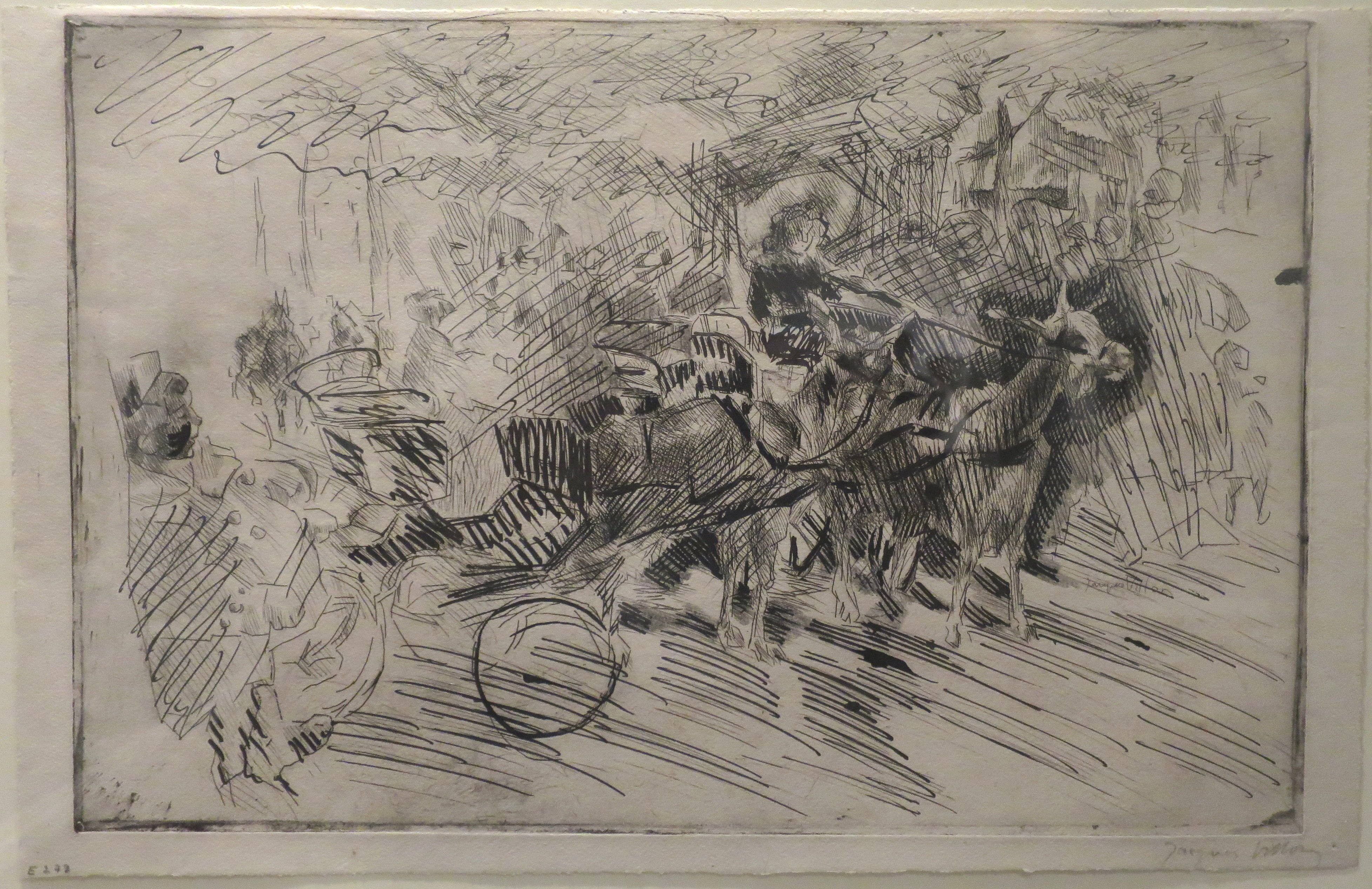
Chevaux sur les Champs-Élysées, gravure, 1912, Honolulu Museum of Art

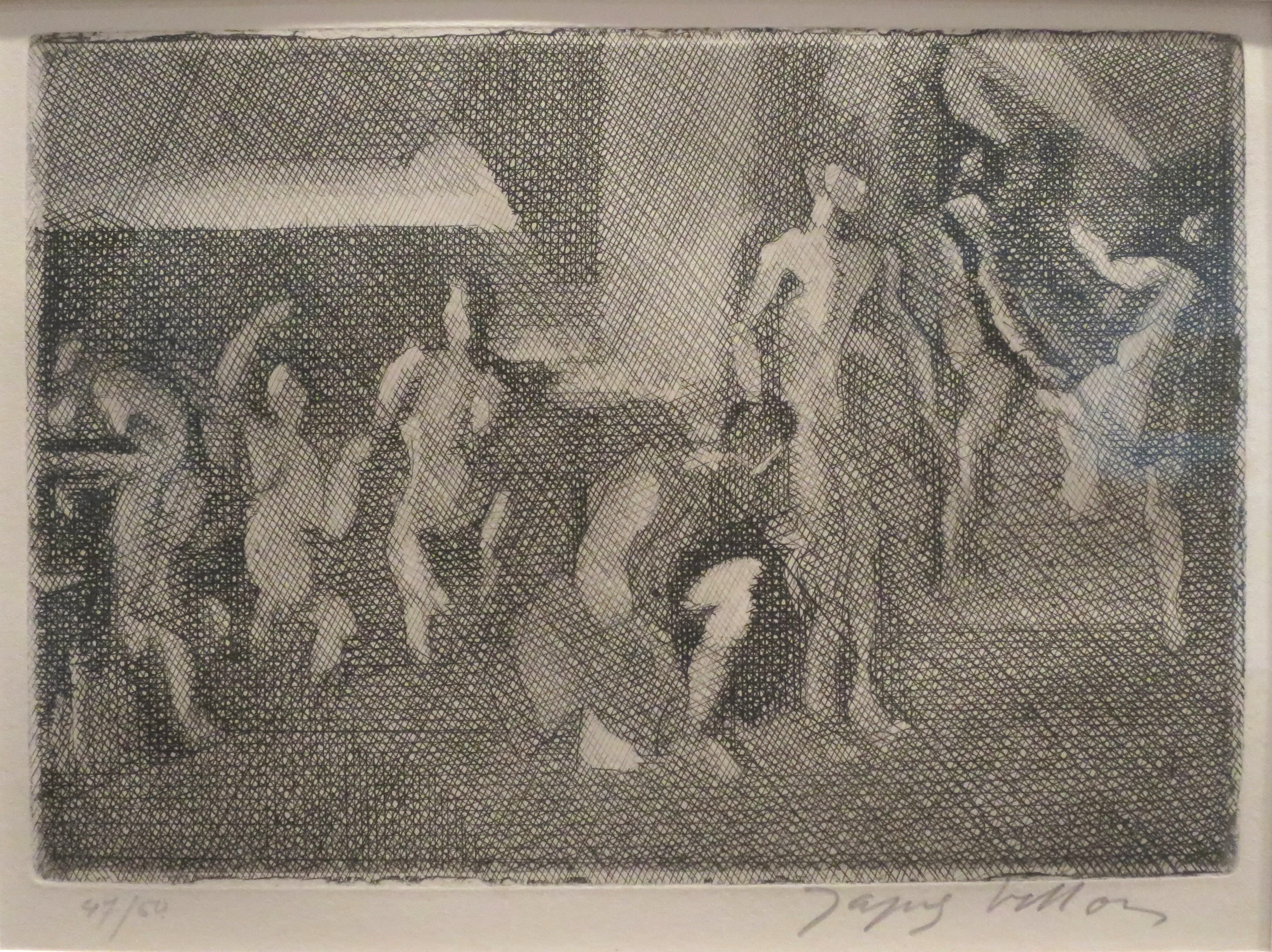
Les Vingt ans sauvages, pointe-sèche, 1930-1931, Honolulu Museum of Art

- Galerie d'art Albright-Knox, Buffalo (New York), Figure-composition[38].
- Art Institute of Chicago :
  - Les Instruments de musique, huile sur toile, 1912[75].
  - Portrait de Marcel Duchamp, huile sur toile, 1950[13].
- Cincinnati Art Museum, Cincinnati, Minne and cats drink, gravure, 1907.
- Cleveland Museum of Art, Cleveland, Jardin potager à La Brunie, huile sur toile, 1941[82].
- Columbus Museum of Art, Columbus (Ohio), Portrait de J.B., 1912[38].
- Detroit Institute of Arts, Détroit (Michigan) (ancienne collection Bernard F. Walker)[83] :
  - Mes petites amies les sœurs N., aquatinte et pointe-sèche 60,6x46,7cm, 1904.
  - Le cake-walk des petites filles, aquatinte et pointe-sèche 47,6x65,4cm, 1904.
  - Miss Evelyne, pointe-sèche 79,4x62,9cm, 1908.
  - Nu debout, bras en l'air, pointe-sèche 55,2x41,3cm, 1909.
- Honolulu Museum of Art, Honolulu ;
  - Comédie de Société, eau-forte et aquatinte, 1903.
  - Chevaux sur les Champs-Élysées, gravure, 1912.
  - Les Vingt ans sauvages, pointe-sèche, 1930-1931.
- Musée d'art Nelson-Atkins, Kansas City (Missouri), L'ombrelle rouge, aquatinte 81,3x66cm, 1901[84].
- Musée d'Art du comté de Los Angeles, Portrait de Mademoiselle J.D., 1913[38].
- Chazen Museum of Art (anciennement Elvehjem Museum of Art), Université du Wisconsin à Madison, Le poète, crayon, encre et gouache 46,9x31cm, 1899[85].
- Milwaukee Art Museum, Milwaukee, La grande faucheuse, 1950[38].
- Minneapolis Institute of Art, Minneapolis.
- Walker Art Center, Minneapolis[86] :
  - Jeu d'échecs, gravure.
  - Minne au tub, gravure.
- Yale University Art Gallery, New Haven[38] :
  - Nature morte, ou la table servie, 1912-1913.
- Perspective colorée, huile sur toile, 1922[82].
  - Le Jockey, 1924.
- Metropolitan Museum of Art, New York, Buste de Charles Baudelaire, gravure 47,9x33cm, 1920[87].
- Museum of Modern Art, New York, 112 œuvres[88] dont :
  - Perspective colorée, huile sur toile, 1922[82].
  - Danse, huile sur toile 38x55cm, 1932 (ancienne collection Arthur J. Strasser)[89].
- Musée Solomon R. Guggenheim, New York :
  - Perspective colorée, huile sur toile 54x73cm, 1921[8].
  - Portrait du père de l'artiste, 1924[38].
- Philadelphia Museum of Art, Philadelphie, Jeune femme, 1912[38].
- Carnegie Museum of Art, Pittsburgh, Portrait de l'artiste, 1949[38].
- Saint-Louis Art Museum, Saint-Louis (Missouri), Clos normand, 1953[38].
- Toledo Museum of Art, Toledo (Ohio), Des fleurs, 1946[38].
- National Gallery of Art, Washington, 127 œuvres[90].
- The Phillips Collection, Washington, 5 œuvres[91]:
  - Atelier des machines, huile sur toile 73x92cm, 1913.
  - Nature morte aux noix, gravure 42,9x30,6cm, 1929.
  - Composition abstraite, huile sur toile 55x38cm, 1932 (ancienne collection Katherine Dreier).
  - Petit atelier des machines, huile sur toile 86x121,3cm, 1946.
  - Le grain de meurt pas, huile sur toile 65 × 142 cm, 1947.

### France
- GAC Artothèque, Annonay, Les Yeux fertiles, aquatinte 17 × 18 cm[92].
- Moulin de Vauboyen, Bièvres, vitraux de la chapelle, 1962.
- Église Saint-Ouen de Bouchevilliers, vitraux, 1963.
- Musée des Beaux-Arts de Caen, Le Scribe, huile sur toile, 1949[27].
- Musée du dessin et de l'estampe originale de Gravelines.
- Université Paris-Saclay (atrium Germaine-TillIon), Gif-sur-Yvette, L'aigle quitte Prométhée et Prométhée délivré, fresques murales[93].
- Musée du dessin et de l'estampe originale de Gravelines[48].
- Musée de Grenoble.
- Musée d'art moderne André-Malraux, Le Havre[3] :
  - Trophées au cor, huile sur toile 38x55cm.
  - L'Oiseau en vol, lithographie 47,4x61,3cm.
  - Coursier, lithographie 38,6x57cm.
  - Sans titre, lithographie 68,5x54,5cm.
- Musée des Beaux-Arts de Lyon[38] :
  - L'Écuyère, 1951.
  - Cheval de course.
- Musée des Ursulines de Mâcon, Femme assise, huile sur toile 82x45cm, 1919[94].
- Cathédrale Saint-Étienne de Metz, vitraux de la chapelle du Saint-Sacrement, 1957[33].
- Musée de la Cour d'Or, Metz[95] :
  - L'Effort ou Drame, gravure au burin 22,7x23,9cm, 1939.
  - Trophée au cor de chasse, eau-forte et pointe-sèche 17;8x24cm, 1943.
  - La signature, eau-forte 20,9x16,4cm, 1951.
  - Cinq dessins préparatoires pour les vitraux de la cathédrale de Metz, 1956 : Le Christ - Crucifixion, 41,3x30,8cm ; Le Christ en croix, 29x7cm ; L'Agneau pascal, deux pièces 27x20,9cm et 26,6x27cm ; La Cène, 39,8x21,4cm.
  - Les grues près de Rouen, huile et encre de Chine sur toile 60x92cm, 1960.
- Musée Fabre, Montpellier, Portrait du graveur J.-P. Dubray, 1933.
- Département des estampes et de la photographie de la Bibliothèque nationale de France, Paris[67].
- Centre national des arts plastiques, Paris[96].
- Musée d'Art moderne de la ville de Paris[38] :
  - Le Rire, vers 1930.
  - Le Savant, 1933.
  - Grande composition.
  - Vus de dos, 1944.
  - Le Long du bois, 1958.
- Chalcographie du musée du Louvre, Paris.
- Musée national d'art moderne, Paris[97] :
  - Portrait de Raymond Duchamp-Villon, 1911[38].
  - Soldats en marche, huile sur toile, 1912[38].
  - L'Aventure, huile sur toile 162x114cm, 1935[13].
  - La Femme en rouge, 1937[38].
  - Portrait d'Anne Dariel, huile sur carton 41x33cm, 1940[13].
  - Entre Toulouse et Albi, huile sur toile 54x78cm, 1941[13].
  - Le Scribe, huile sur toile 92x73cm, 1949[13].
- Artothèque - Maison de Camille, Puteaux[72].
- Musée de la Section d'Or, Puteaux[98].
- Musée des Beaux-Arts de Rouen :
  - Amro, huile sur toile 46x55cm, 1931 (dépôt du Centre Georges-Pompidou)[99].
  - Portrait de Camille Renault, 1944.
  - Le port de Rouen, huile sur toile, 1959.
- Fondation Maeght, Saint-Paul-de-Vence.
- Musée d'Art moderne de Troyes (ancienne collection Pierre Lévy)[63] :
  - Nu se coiffant, huile sur toile 81x60cm.
  - En plaine, huile sur toile 24x33cm.
  - Le Départ, huile dut toile 22x33cm.
- Musée de la Cohue, Vannes (dépôt du Centre national des arts plastiques)[16] :
  - Petit bouquet, gravure.
  - L'Appel de la vie, gravure.
  - Cathédrale de Rouen, gravure.

### Italie
- Collection Peggy Guggenheim, Venise, Espaces, huile sur toile 73x92cm, 1920[100].

### Nouvelle-Zélande
- Musée d'Art d'Auckland[101] :
  - Le Cheval, gravure 9x12,5cm, 1921.
  - Femme a la cruche (co-réalisée avec Fernand Léger, aquatinte 51,3x61,4cm, 1928.
- Te Papa Tongarewa, Wellington[102] :
  - L'Oiseau, pointe-sèche, 1921.
  - Petite peinture cubiste, gravure, 1921.

### Suède
- Nationalmuseum, Stockholm.

### Suisse
- Musée d'Art et d'Histoire de Genève, 8 estampes[103].

### Uruguay
- Museo Nacional de Artes Visuales, Montevideo.

### Conférences
- Christian Schmitt, Portrait d'artiste : Jacques Villon, l'aîné des Duchamp, espace Trévisse, Metz, 12 novembre 2018 (visionner en ligne ; source : YouTube ; durée : 14 min 14 s).
- Christian Schmitt, Jacques Villon, université de Rouen-Normandie, 15 août 2019 (visionner en ligne ; source : YouTube ; durée : 65 min 05 s).

### Philatélie
- Jacques Villon, Paysage du Tarn-et-Garonne, timbre-poste, émission commune France-Philippines, 27 juin 2017 (WikiTimbres en ligne) ; (Philatélie pour tous en ligne).

### Archives

#### États-Unis
- Francis Steegmuller (en) collection of Jacques Villon, Bibliothèque Beinecke de livres rares et manuscrits, université Yale, New Haven (Connecticut) (descriptif en ligne).

#### France
- Fonds Famille Duchamp / sous-fonds Jacques Villon (1855-1960) [archives écrites et photographiques].  Cote : VIL. Paris : Bibliothèque Kandinsky, Centre Pompidou (présentation en ligne).